# باشگاه فوتبال منچستر سیتی در فصل ۲۰–۲۰۱۹
فصل ۲۰–۲۰۱۹ صد‌و‌هجدهمین سال فعالیت باشگاه فوتبال منچستر سیتی در رقابت های فوتبال انگلستان و نود‌و‌یکمین فصل حضور این تیم در لیگ برتر است. منچسترسیتی در تمامی رقابت‌های داخلی از جمله لیگ برتر، جام حذفی، جام اتحادیه و جام خیریه به عنوان مدافع عنوان قهرمانی شرکت کرد و علاوه بر این، در لیگ قهرمانان اروپا نیز حضور داشت. 
مسابقات این فصل در ۱ ژوئیه ۲۰۱۹ آغاز شد و تا ۳۱ اوت ۲۰۲۱ ادامه داشت. در ۳۰ ژوئن ۲۰۲۰ مسابقات فوتبال در انگلستان به‌دنبال تعطیلی سایر ورزش‌ها به‌خاطر دنیاگیری کووید ۱۹ در مارس ۲۰۲۰ به‌طور موقت لغو شده و در ۱۷ ژوئن ۲۰۲۰ از سر گرفته شد. اما لیگ قهرمانان اروپا از ۷ اوت از سر گرفته شد. سیتیزن‌ها با موفقیت در جام اتحادیه و جام خیریه عنوان قهرمانی خود را حفظ کردند.
این فصل اولین فصل از سال ۰۸–۲۰۰۷ است که وینسنت کمپانی در تیم حضور ندارد. او در نقل و انتقالات به اندرلخت رفت.

## لباس فصل
تأمین کننده: پوما اس‌ای / اسپانسر: هواپیمایی اتحاد
| لباس اول · ۰ | لباس اول · جایگزین | لباس دوم · ۰ | لباس سوم · ۰ | لباس ویژه · ۰ | لباس اول · (۲۱—۲۰۲۰) |

## اتفاقات و رویدادها
فصل برای منچستر سیتی در ۴ اوت آغاز شد و توانستند در جام خیریه که به عنوان سوپر جام انگلستان شناخته می‌شود لیورپول را در ضربات پنالتی و در ومبلی شکست بدهند و از عنوان قهرمانی خود دفاع کنند.
در ابتدای فصل پپ گواردیولا اذعان کرد که هدف اصلی سیتی در فصل جدید موفقیت در لیگ قهرمانان اروپا خواهد بود. آنها مقتدرانه از گروه خود به عنوان سرگروه صعود کردند و در یک‌هشتم نهایی با رئال مادرید مواجه شدند. آنها در بازی رفت و در سانتیاگو برنابئو ۲ بر ۱ پیروز شدند. اما بازی برگشت به دلیل شیوع بیماری کووید-۱۹ به تعویق افتاد. سرانجام یوفا اعلام کرد از اوت ۲۰۲۰ مسابقات از سر گرفته خواهند شد. پس از کسب ۸ جام داخلی با گواردیولا، هواداران مشتاقانه منتظر اولین قهرمانی این تیم در اروپا از سال ۱۹۷۰ بودند. در قالب بازی برگشت و در ۷ اوت، من سیتی میزبان رئال مادرید بود. با گل‌های رحیم استرلینگ و گابریل ژسوس سیتیزن‌ها بار دیگر با نتیجه ۲–۱ رئال مادرید را شکست دادند و در مجموع با نتیجه ۴–۲ به پیروزی رسیدند و به مرحله یک‌چهارم نهایی صعود کردند. با این حال، یک بار دیگر منچستر سیتی در مرحله بعد از رقابت خارج شد و در ۱۵ اوت در یک بازی جذاب که در ورزشگاه ژوزه آلوالاد در لیسبون برگزار شد، با سه گل به لیون باخت. تک گل سیتی را دی بروینه به ثمر رساند.
اما در لیگ برتر، منچستر سیتی نتوانست ثبات دو فصل گذشته را حفظ کند. مصدومیت آیمریک لاپورته و لروی سانه که از جمله کلیدی ترین بازیکنان سیتی بودند از اول فصل تا اوائل سال ۲۰۲۰ مصدوم بودند. غیبت لاپورته به ویژه بر قابلیت‌های دفاعی تیم‌ها و میزان اثربخشی آنها در برابر حریفان با تاکتیک ضدحمله سریع تأثیر گذاشت. منچسترسیتی نسبت به دو فصل گذشته امتیازهای زیاد و تاثیر گذاری را از دست داد. 
برای دومین سال متوالی، منچستر سیتی اولین تیم اروپایی بود که در ۲۶ ژانویه ۲۰۲۰ با پیروزی چهار گله مقابل فولام به ۱۰۰ گل زده در تمامی رقابت‌ها رسید. 

## پیش‌فصل و دوستانه
پیروزی
  تساوی
  شکست
منچستر سیتی در مسابقات پیش فصل لیگ برتر جام آسیا ۲۰۱۹ در چین شرکت کرد.
| ۱۷ ژوئیه ۲۰۱۹ نیمه‌نهایی لیگ برتر جام آسیا ۲۰۱۹ | منچستر سیتی                                                          | ۴–۱   | وستهام یونایتد         | نانجینگ، چین                                                                        |
| ۲۰:۳۰ زمان چین                                 | داوید سیلوا ۳۳' · لوکاس ان‌میکا ۳۶' (پنالتی) · رحیم استرلینگ ۵۹'، ۷۲' | گزارش | مارک نوبل ۲۶' (پنالتی) | ورزشگاه: Nanjing Olympic Sports Centre داور: Craig Pawson (اتحادیه فوتبال انگلستان) |

| ۲۰ ژوئیه ۲۰۱۹ فینال لیگ برتر جام آسیا ۲۰۱۹                               | ولورهمپتون واندررز | ۰–۰ (۳–۲ پنالتی)                                                                                | منچستر سیتی | شانگهای، چین                                                                      |
| ۱۹:۳۰ زمان چین                                                           | کونر کودی '۷۶      | گزارش                                                                                           |             | ورزشگاه: Hongkou Football Stadium داور: مارتین اتکینسون (اتحادیه فوتبال انگلستان) |
|                                                                          | ضربات پنالتی       |                                                                                                 |             |                                                                                   |
| کونر کودی · رایان بنت (بازیکن فوتبال) · مکس کیلمان · تیلور پری · Vinagre |                    | ایلکای گوندوغان · داوید سیلوا · دانیلو (بازیکن فوتبال، زاده ۱۹۹۱) · الیکس گارسیا · لوکاس ان‌میکا |             |                                                                                   |

| ۲۴ ژوئیه ۲۰۱۹ دوستانه | کیتچی            | ۱–۶   | منچستر سیتی                                                                       | Causeway Bay, هنگ کنگ    |
| 20:00 HKT             | Law Tsz Chun ۸۵' | گزارش | داوید سیلوا ۱۳' · لروی زانه ۴۰'، ۵۵' · رحیم استرلینگ ۴۳' · Touaizi ۸۰' · Pozo ۸۸' | ورزشگاه: ورزشگاه هنگ کنگ |

| ۲۷ ژوئیه ۲۰۱۹ جام یوروژاپن | یوکوهاما اف.مارینوس                    | ۱–۳   | منچستر سیتی                                                 | یوکوهاما، ژاپن                                        |
| ۱۹:۳۰ زمان استاندارد ژاپن  | کیتا اندو ۲۳', '29 · پارک ایرو-گیو '۳۶ | گزارش | کوین دی بروینه ۱۸' · رحیم استرلینگ ۴۰' · لوکاس ان‌میکا ۹۰+۲' | ورزشگاه: ورزشگاه بین‌المللی یوکوهاما تماشاگران: ۶۵٬۰۵۲ |

## رقابت‌ها

### بررسی مسابقات
| رقابت              | آمار | آمار | آمار | آمار | آمار | آمار | آمار | آمار   |
| رقابت              | بازی | پ    | ت    | ش    | گ‌ز   | گ‌خ   | ت‌گ   | %برد   |
| ------------------ | ---- | ---- | ---- | ---- | ---- | ---- | ---- | ------ |
| جام خیریه          | ۱    | ۰    | ۱    | ۰    | ۱    | ۱    | ۰+   | ۰۰۰٫۰۰ |
| لیگ برتر           | ۳۸   | ۲۶   | ۳    | ۹    | ۱۰۲  | ۳۵   | ۶۷+  | ۰۶۸    |
| جام حذفی           | ۵    | ۴    | ۰    | ۱    | ۱۱   | ۳    | ۸+   | ۰۸۰    |
| جام اتحادیه        | ۶    | ۵    | ۰    | ۱    | ۱۴   | ۵    | ۹+   | ۰۸۳    |
| لیگ قهرمانان اروپا | ۹    | ۶    | ۲    | ۱    | ۲۱   | ۹    | ۱۲+  | ۰۶۷    |
| مجموع              | ۵۹   | ۴۱   | ۶    | ۱۲   | ۱۴۹  | ۵۳   | ۹۶+  | ۰۶۹    |

منبع: Competitions

### لیگ برتر انگلستان
منچستر سیتی به عنوان مدافع قهرمانی در این جام بازی کرد.

#### رتبه در جدول
| رتبه | تیم            | بازی | برد | مساوی | باخت | گل زده | گل خورده | گل تفاضل | امتیاز | صعود یا سقوط                               |
| ---- | -------------- | ---- | --- | ----- | ---- | ------ | -------- | -------- | ------ | ------------------------------------------ |
| ۱    | لیورپول (C)    | ۳۸   | ۳۲  | ۳     | ۳    | ۸۵     | ۳۳       | ۵۲+      | ۹۹     | راه‌یابی به مرحله گروهی لیگ قهرمانان اروپا  |
| ۲    | منچستر سیتی    | ۳۸   | ۲۶  | ۳     | ۹    | ۱۰۲    | ۳۵       | ۶۷+      | ۸۱     | راه‌یابی به مرحله گروهی لیگ قهرمانان اروپا  |
| ۳    | منچستر یونایتد | ۳۸   | ۱۸  | ۱۲    | ۸    | ۶۶     | ۳۶       | ۳۰+      | ۶۶     | راه‌یابی به مرحله گروهی لیگ قهرمانان اروپا  |
| ۴    | چلسی           | ۳۸   | ۲۰  | ۶     | ۱۲   | ۶۹     | ۵۴       | ۱۵+      | ۶۶     | راه‌یابی به مرحله گروهی لیگ قهرمانان اروپا  |
| ۵    | لستر سیتی      | ۳۸   | ۱۸  | ۸     | ۱۲   | ۶۷     | ۴۱       | ۲۶+      | ۶۲     | راه‌یابی به مرحله گروهی لیگ اروپا           |
| ۶    | تاتنهام        | ۳۸   | ۱۶  | ۱۱    | ۱۱   | ۶۱     | ۴۷       | ۱۴+      | ۵۹     | راه‌یابی به دور دوم مرحله مقدماتی لیگ اروپا |
| ۷    | ولورهمپتون     | ۳۸   | ۱۵  | ۱۴    | ۹    | ۵۱     | ۴۰       | ۱۱+      | ۵۹     |                                            |
| ۸    | آرسنال         | ۳۸   | ۱۴  | ۱۴    | ۱۰   | ۵۶     | ۴۸       | ۸+       | ۵۶     | راه‌یابی به مرحله گروهی لیگ اروپا           |

1. ↑  از آنجا که قهرمان جام اتحادیه ۲۰–۲۰۱۹، منچستر سیتی، با قرار گرفتن در رده دوم لیگ سهمیه حضور در مرحله گروهی لیگ قهرمانان اروپا را کسب کرده بود، سهمیه‌ای که به قهرمان جام اتحادیه (حضور در دور دوم مرحله مقدماتی لیگ اروپا) اختصاص داشت، به تیم رتبه ششم اهدا شد.
2. ↑  آرسنال به عنوان قهرمان جام حذفی ۲۰–۲۰۱۹ به مرحله گروهی لیگ اروپا راه یافت.

#### دست‌آوردها در خانه و بیرون
| مجموع | مجموع  | مجموع | مجموع | مجموع | مجموع | مجموع | مجموع | خانه | خانه | خانه | خانه | خانه | خانه | مهمان | مهمان | مهمان | مهمان | مهمان | مهمان |
| بازی  | امتیاز | پ     | ت     | ش     | گ‌ز    | گ‌خ    | ت‌گ    | پ    | ت    | ش    | گ‌ز   | گ‌خ   | ت‌گ   | پ     | ت     | ش     | گ‌ز    | گ‌خ    | ت‌گ    |
| ----- | ------ | ----- | ----- | ----- | ----- | ----- | ----- | ---- | ---- | ---- | ---- | ---- | ---- | ----- | ----- | ----- | ----- | ----- | ----- |
| ۳۸    | ۸۱     | ۲۶    | ۳     | ۹     | ۱۰۲   | ۳۵    | ۶۷+   | ۱۵   | ۲    | ۲    | ۵۷   | ۱۳   | ۴۴+  | ۱۱    | ۱     | ۷     | ۴۵    | ۲۲    | ۲۳+   |

آخرین بروزرسانی: 26 July 2020

منبع: Premier League

پ = پیروزی؛ ت = تساوی؛ ش = شکست؛ گ‌ز = گل زده؛ گ‌خ = گل خورده؛ ت‌گ = تفاضل گل

#### روند هفته به هفته
| هفته    | 1 | 2 | 3 | 4 | 5 | 6 | 7 | 8 | 9 | 10 | 11 | 12 | 13 | 14 | 15 | 16 | 17 | 18 | 19 | 20 | 21 | 22 | 23 | 24 | 25 | 26 | 27 | 28 | 29 | 30 | 31 | 32 | 33 | 34 | 35 | 36 | 37 | 38 |
| ------- | - | - | - | - | - | - | - | - | - | -- | -- | -- | -- | -- | -- | -- | -- | -- | -- | -- | -- | -- | -- | -- | -- | -- | -- | -- | -- | -- | -- | -- | -- | -- | -- | -- | -- | -- |
| زمین    | A | H | A | H | A | H | A | H | A | H  | H  | A  | H  | A  | A  | H  | A  | H  | A  | H  | H  | A  | H  | A  | A  | H  | A  | A  | H  | H  | A  | H  | A  | H  | A  | H  | A  | H  |
| دست‌آورد | W | D | W | W | L | W | W | L | W | W  | W  | L  | W  | D  | W  | L  | W  | W  | L  | W  | W  | W  | D  | W  | L  | W  | W  | L  | W  | W  | L  | W  | L  | W  | W  | W  | W  | W  |
| جایگاه  | 1 | 3 | 2 | 2 | 2 | 2 | 2 | 2 | 2 | 2  | 2  | 4  | 3  | 3  | 3  | 3  | 3  | 3  | 3  | 3  | 3  | 2  | 2  | 2  | 2  | 2  | 2  | 2  | 2  | 2  | 2  | 2  | 2  | 2  | 2  | 2  | 2  | 2  |

#### نتایج در هر بازی
On 13 June 2019, the لیگ برتر فوتبال انگلستان fixtures were announced.
| ۱۰ اوت ۲۰۱۹ ۱                | وستهام یونایتد                         | ۰–۵   | منچستر سیتی                                                                                        | استراتفورد، لندن                                             |
| ۱۲:۳۰ ساعت تابستانی بریتانیا | فابیان بالبوئنا '61 فیلیپه اندرسون '۶۲ | گزارش | گابریل ژسوس ۲۵' · رحیم استرلینگ ۵۱'، ۷۵'، ۹۰+۱', '90+3 · سرخیو آگوئرو ۸۶' (پنالتی) · کایل واکر '۸۷ | ورزشگاه: ورزشگاه المپیک لندن تماشاگران: ۵۹٬۸۷۰ داور: میک دین |
| یادداشت: Live on بی‌تی اسپورت |                                        |       | |                                                              |

| ۱۷ اوت ۲۰۱۹ ۲                 | منچستر سیتی                               | ۲–۲   | تاتنهام هاتسپر                  | منچستر                                                                 |
| ۱۷:۳۰ ساعت تابستانی بریتانیا  | رحیم استرلینگ ۲۰', '26 · سرخیو آگوئرو ۳۵' | گزارش | اریک لاملا ۲۳' · لوکاس مورا ۵۶' | ورزشگاه: ورزشگاه شهر منچستر تماشاگران: ۵۴٬۵۰۳ داور: مایکل الیور (داور) |
| یادداشت: Live on اسکای اسپورت |                                           |       |                                 |                                                                        |

| ۲۵ اوت ۲۰۱۹ ۳                 | بورنموث                            | ۱–۳   | منچستر سیتی                                                                                          | بورنموث                                                        |
| ۱۴:۰۰ ساعت تابستانی بریتانیا  | هری ویلسون ۴۵+۳' · جفرسون لرما '۵۶ | گزارش | کایل واکر '10 · ادرسون مورائس '13 · سرخیو آگوئرو ۱۵'، ۶۴' · رحیم استرلینگ ۴۳' · نیکولاس اوتامندی '۹۰ | ورزشگاه: ورزشگاه دین کورت تماشاگران: ۱۰٬۴۸۶ داور: آندره مارینر |
| یادداشت: Live on اسکای اسپورت |                                    |       | |                                                                |

| ۳۱ اوت ۲۰۱۹ ۴                | منچستر سیتی                                                                        | ۴–۰   | برایتون اند هوو آلبیون | Manchester                                                        |
| ۱۵:۰۰ ساعت تابستانی بریتانیا | کوین دی بروینه ۲' · آیموریک لاپورت '36 · سرخیو آگوئرو ۴۲'، ۵۵' · برناردو سیلوا ۷۹' | گزارش | لوئیس دانک '۸۳         | ورزشگاه: ورزشگاه شهر منچستر تماشاگران: ۵۴٬۳۸۶ داور: Jonathan Moss |

| ۱۴ سپتامبر ۲۰۱۹ ۵             | نوریچ سیتی                                                           | ۳–۲   | منچستر سیتی                                                                 | نوریچ                                                          |
| ۱۷:۳۰ ساعت تابستانی بریتانیا  | McLean ۱۸', '64 · Cantwell ۲۸', '87 · سام بیرام '45+2 · تمو پوکی ۵۰' | گزارش | سرخیو آگوئرو ۴۵' · برناردو سیلوا '69 · رودری (بازیکن فوتبال، زاده ۱۹۹۶) ۸۸' | ورزشگاه: ورزشگاه کارو رود تماشاگران: ۲۷٬۰۳۵ داور: Kevin Friend |
| یادداشت: Live on اسکای اسپورت |                                                                      |       |                                                                             |                                                                |

| ۲۱ سپتامبر ۲۰۱۹ ۶            | منچستر سیتی | ۸–۰   | واتفورد                         | Manchester                                                  |
| ۱۵:۰۰ ساعت تابستانی بریتانیا | داوید سیلوا ۱' · سرخیو آگوئرو ۷' (پنالتی) · ریاض محرز ۱۲' · برناردو سیلوا ۱۵'، ۴۸'، ۶۰', '19 · نیکولاس اوتامندی ۱۸' · آنخلینیو '81 · کوین دی بروینه ۸۴' | گزارش | کیکو فمنیا '59 جرارد دلوفئو '۵۹ | ورزشگاه: ورزشگاه شهر منچستر تماشاگران: ۵۴٬۲۷۳ داور: میک دین |

| ۲۸ سپتامبر ۲۰۱۹ ۷             | اورتون                                                         | ۱–۳   | منچستر سیتی | لیورپول                                                                  |
| ۱۷:۳۰ ساعت تابستانی بریتانیا  | دامینیک کالورت-لوین ۳۳' · مورگان اشنایدرلین '59 · یری مینا '۷۰ | گزارش | گابریل ژسوس ۲۴' · رودری (بازیکن فوتبال، زاده ۱۹۹۶) '38 · نیکولاس اوتامندی '51 · ریاض محرز ۷۱' · رحیم استرلینگ ۸۴' | ورزشگاه: ورزشگاه گودیسون پارک تماشاگران: ۳۹٬۲۲۲ داور: مایکل الیور (داور) |
| یادداشت: Live on اسکای اسپورت |                                                                |       | |                                                                          |

| ۶ اکتبر ۲۰۱۹ ۸               | منچستر سیتی | ۰–۲   | ولورهمپتون واندررز                                                                    | Manchester                                                               |
| ۱۴:۰۰ ساعت تابستانی بریتانیا | رودری (بازیکن فوتبال، زاده ۱۹۹۶) '50 ژوآو کانسلو '50 ادرسون مورائس '62 ایلکای گوندوغان '71 فرناندینیو (بازیکن فوتبال) '۷۶ | گزارش | آداما ترائوره (بازیکن فوتبال، زاده ۱۹۹۶) ۸۰'، ۹۰+۴' · روبن نوس '84 · ژوآو موتینیو '۸۶ | ورزشگاه: City of Manchester Stadium تماشاگران: ۵۴٬۴۳۵ داور: Craig Pawson |

| ۱۹ اکتبر ۲۰۱۹ ۹               | کریستال پالاس       | ۰–۲   | منچستر سیتی                                           | Selhurst                                                                  |
| ۱۷:۳۰ ساعت تابستانی بریتانیا  | لوکا میلیوویویچ '۱۳ | گزارش | گابریل ژسوس ۳۹' · داوید سیلوا ۴۱' · رحیم استرلینگ '۴۶ | ورزشگاه: ورزشگاه سلهارست پارک تماشاگران: ۲۵٬۴۸۰ داور: آنتونی تیلور (داور) |
| یادداشت: Live on اسکای اسپورت |                     |       |                                                       |                                                                           |

| ۲۶ اکتبر ۲۰۱۹ ۱۰             | منچستر سیتی                                                                                         | ۳–۰   | استون ویلا    | Manchester                                                               |
| ۱۲:۳۰ ساعت تابستانی بریتانیا | رحیم استرلینگ ۴۶' · فرناندینیو (بازیکن فوتبال) '۵۷ '۸۷ · داوید سیلوا ۶۵' · ایلکای گوندوغان ۷۰', '۸۱ | گزارش | جک گریلیش '۳۶ | ورزشگاه: City of Manchester Stadium تماشاگران: ۵۴٬۵۰۶ داور: Graham Scott |
| یادداشت: Live on بی‌تی اسپورت | |       |               |                                                                          |

| ۲ نوامبر ۲۰۱۹ ۱۱   | منچستر سیتی                                                                                      | ۲–۱   | ساوت‌همپتون                               | Manchester                                                            |
| ۱۵:۰۰ ساعت گرینویچ | رحیم استرلینگ '40 · سرخیو آگوئرو ۷۰' · کایل واکر ۸۶' · ایلکای گوندوغان '89 · ادرسون مورائس '۹۰+۵ | گزارش | جیمز وارد پروس ۱۳' · پیر-امیل هویبرگ '۱۸ | ورزشگاه: City of Manchester Stadium تماشاگران: ۵۳٬۹۲۲ داور: Lee Mason |

| ۱۰ نوامبر ۲۰۱۹ ۱۲             | لیورپول                                     | ۳–۱   | منچستر سیتی                                                                  | لیورپول                                                            |
| ۱۶:۳۰ ساعت گرینویچ            | فابینیو ۶' · محمد صلاح ۱۳' · سادیو مانه ۵۱' | گزارش | رودری (بازیکن فوتبال، زاده ۱۹۹۶) '65 · برناردو سیلوا ۷۸' · گابریل ژسوس '۹۰+۵ | ورزشگاه: ورزشگاه آنفیلد تماشاگران: ۵۳٬۳۲۴ داور: مایکل الیور (داور) |
| یادداشت: Live on اسکای اسپورت |                                             |       |                                                                              |                                                                    |

| ۲۳ نوامبر ۲۰۱۹ ۱۳             | منچستر سیتی                                                | ۲–۱   | چلسی                                                       | Manchester                                                                  |
| ۱۷:۳۰ ساعت گرینویچ            | کوین دی بروینه ۲۹' · ریاض محرز ۳۷' · ایلکای گوندوغان '۹۰+۲ | گزارش | انگولو کانته ۲۱' · ژورژینیو (بازیکن فوتبال، زاده ۱۹۹۱) '۶۱ | ورزشگاه: City of Manchester Stadium تماشاگران: ۵۴٬۴۸۶ داور: مارتین اتکینسون |
| یادداشت: Live on اسکای اسپورت |                                                            |       |                                                            |                                                                             |

| ۳۰ نوامبر ۲۰۱۹ ۱۴  | نیوکاسل یونایتد                                     | ۲–۲   | منچستر سیتی                                                                                   | نیوکاسل                                                               |
| ۱۲:۳۰ ساعت گرینویچ | یترو ویلمز ۲۵' · خاویر مانکییو '73 · جونجو شلوی ۸۸' | گزارش | رحیم استرلینگ ۲۲' · ایلکای گوندوغان '24 · فرناندینیو (بازیکن فوتبال) '53 · کوین دی بروینه ۸۲' | ورزشگاه: ورزشگاه سنت جیمز پارک تماشاگران: ۴۹٬۹۳۷ داور: Chris Kavanagh |

| ۳ دسامبر ۲۰۱۹ ۱۵   | برنلی                         | ۱–۴   | منچستر سیتی                                                                                     | برنلی                                                           |
| ۲۰:۱۵ ساعت گرینویچ | جف هندریک '86 · رابی بردی ۸۹' | گزارش | برناردو سیلوا '15 · گابریل ژسوس ۲۴'، ۵۰' · رودری (بازیکن فوتبال، زاده ۱۹۹۶) ۶۸' · ریاض محرز ۸۷' | ورزشگاه: ورزشگاه تارف مور تماشاگران: ۲۰٬۱۰۱ داور: Jonathan Moss |

| ۷ دسامبر ۲۰۱۹ ۱۶   | منچستر سیتی                                                                     | ۱–۲   | منچستر یونایتد                                                                        | Manchester                                                                      |
| ۱۷:۳۰ ساعت گرینویچ | برناردو سیلوا '22 · کوین دی بروینه '79 · نیکولاس اوتامندی ۸۵' · کایل واکر '۹۰+۴ | گزارش | مارکوس رشفورد ۲۳' (پنالتی) · آنتونی مارسیال ۲۹' · داوید د خیا '54 · آندریاس پریرا '۷۴ | ورزشگاه: City of Manchester Stadium تماشاگران: ۵۴٬۴۰۳ داور: آنتونی تیلور (داور) |

| ۱۵ دسامبر ۲۰۱۹ ۱۷  | آرسنال                      | ۰–۳   | منچستر سیتی | هالووی، لندن                                                 |
| ۱۶:۳۰ ساعت گرینویچ | سوکراتیس پاپاستاتوپولوس '۷۲ | گزارش | کوین دی بروینه ۲'، ۴۰' · رحیم استرلینگ ۱۵' · فرناندینیو (بازیکن فوتبال) '17 · رودری (بازیکن فوتبال، زاده ۱۹۹۶) '34 · ایلکای گوندوغان '61 · بنژامین مندی '۶۲ | ورزشگاه: ورزشگاه امارات تماشاگران: ۶۰٬۰۳۱ داور: Paul Tierney |

| ۲۱ دسامبر ۲۰۱۹ ۱۸  | منچستر سیتی                                                                              | ۳–۱   | لستر سیتی                                              | Manchester                                                          |
| ۱۷:۳۰ ساعت گرینویچ | ریاض محرز ۳۰' · ایلکای گوندوغان ۴۳' (پنالتی), '71 · کوین دی بروینه '59 · گابریل ژسوس ۶۹' | گزارش | جیمی واردی ۲۲' · چالار سویونجو '35 · ویلفرد اندیدی '۵۱ | ورزشگاه: City of Manchester Stadium تماشاگران: ۵۴٬۴۱۵ داور: میک دین |

| ۲۷ دسامبر ۲۰۱۹ ۱۹  | ولورهمپتون واندررز                                                                                        | ۳–۲   | منچستر سیتی                                                            | ولورهمپتون                                                       |
| ۱۹:۴۵ ساعت گرینویچ | آداما ترائوره (بازیکن فوتبال، زاده ۱۹۹۶) ۵۵' · رائول خیمنز ۸۲' · مت داهرتی (بازیکن فوتبال، زاده ۱۹۹۲) ۸۹' | گزارش | ادرسون مورائس '۱۲ · رحیم استرلینگ ۲۵'، ۵۰', 25' · نیکولاس اوتامندی '۶۰ | ورزشگاه: ورزشگاه مالینیو تماشاگران: ۳۱٬۷۳۷ داور: مارتین اتکینسون |

| ۲۹ دسامبر ۲۰۱۹ ۲۰  | منچستر سیتی                                               | ۲–۰   | شفیلد یونایتد | Manchester                                                                 |
| ۱۸:۰۰ ساعت گرینویچ | سرخیو آگوئرو ۵۲' · برناردو سیلوا '59 · کوین دی بروینه ۸۲' | گزارش | Stevens '۸۵   | ورزشگاه: City of Manchester Stadium تماشاگران: ۵۴٬۵۱۲ داور: Chris Kavanagh |

| ۱ ژانویه ۲۰۲۰ ۲۱   | منچستر سیتی          | ۲–۱   | اورتون                                                                                  | Manchester                                                               |
| ۱۷:۳۰ ساعت گرینویچ | گابریل ژسوس ۵۱'، ۵۸' | گزارش | یری مینا '30 · فابین دلف '69 · ریچارلیسون ۷۱' · تام دیویس '79 · دامینیک کالورت-لوین '۸۶ | ورزشگاه: City of Manchester Stadium تماشاگران: ۵۴٬۴۰۷ داور: آندره مارینر |

| ۱۲ ژانویه ۲۰۲۰ ۲۲  | استون ویلا                                      | ۱–۶   | منچستر سیتی                                                                                          | بیرمنگام                                                         |
| ۱۶:۳۰ ساعت گرینویچ | انور الغازی '۵۳, ۹۰+۱' (پنالتی) · جک گریلیش '۸۰ | گزارش | ریاض محرز ۱۸'، ۲۴' · سرخیو آگوئرو ۲۸'، ۵۷'، ۸۱' · گابریل ژسوس ۴۵+۱' · فرناندینیو (بازیکن فوتبال) '۵۰ | ورزشگاه: ورزشگاه ویلا پارک تماشاگران: ۴۱٬۸۲۳ داور: Jonathan Moss |

| ۱۸ ژانویه ۲۰۲۰ ۲۳  | منچستر سیتی                              | ۲–۲   | کریستال پالاس                                                                          | Manchester                                                               |
| ۱۵:۰۰ ساعت گرینویچ | بنژامین مندی '58 · سرخیو آگوئرو ۸۲'، ۸۷' | گزارش | McArthur '13 · ژردن ایو '26 · جنک تسون ۳۹' · فرناندینیو (بازیکن فوتبال) ۹۰' (گل‌به‌خودی) | ورزشگاه: City of Manchester Stadium تماشاگران: ۵۴٬۴۳۹ داور: Graham Scott |

| ۲۱ ژانویه ۲۰۲۰ ۲۴  | شفیلد یونایتد                                                              | ۰–۱   | منچستر سیتی | شفیلد                                                         |
| ۱۹:۳۰ ساعت گرینویچ | محمد بشیچ '13 الیور نوروود '24 جان فلک (بازیکن فوتبال) '43 اولی مک‌برنی '۸۴ | گزارش | گابریل ژسوس 36' · فرناندینیو (بازیکن فوتبال) '45+2 · رودری (بازیکن فوتبال، زاده ۱۹۹۶) '53 · سرخیو آگوئرو ۷۳', '۸۳ | ورزشگاه: ورزشگاه برامال لین تماشاگران: ۳۱٬۲۸۵ داور: Lee Mason |

| ۲ فوریه ۲۰۲۰ ۲۵    | تاتنهام هاتسپر                                                                   | ۲–۰   | منچستر سیتی | تاتنهام                                                         |
| ۱۶:۳۰ ساعت گرینویچ | توبی الدرویرلد '42 · استیون برخواین ۶۳' · جووانی لو سلسو '66 · سون هیونگ-مین ۷۱' | گزارش | رحیم استرلینگ '12 · کایل واکر '33 · ایلکای گوندوغان 40' · الکساندر زینچنکو '۴۲ '۶۰ · رودری (بازیکن فوتبال، زاده ۱۹۹۶) '۹۰+۴ | ورزشگاه: ورزشگاه تاتنهام هاتسپر تماشاگران: ۶۱٬۰۲۲ داور: میک دین |

| ۱۹ فوریه ۲۰۲۰ ۲۶ | منچستر سیتی                                               | ۲–۰   | وستهام یونایتد    | Manchester                                                               |
| ۱۹:۳۰ ساعت گرینویچ | رودری (بازیکن فوتبال، زاده ۱۹۹۶) ۳۰' · کوین دی بروینه ۶۲' | گزارش | آرتور ماسوآکو '۴۵ | ورزشگاه: City of Manchester Stadium تماشاگران: ۵۲٬۱۵۹ داور: Kevin Friend |
| یادداشت: Match originally scheduled for 9 February 2020 but delayed due to poor weather conditions caused by Storm Ciara. |                                                           |       |                   |                                                                          |

| ۲۲ فوریه ۲۰۲۰ ۲۷   | لستر سیتی | ۰–۱   | منچستر سیتی                        | لستر                                                           |
| ۱۷:۳۰ ساعت گرینویچ |           | گزارش | سرخیو آگوئرو 62' · گابریل ژسوس ۸۰' | ورزشگاه: ورزشگاه کینگ‌پاور تماشاگران: ۳۲٬۰۶۸ داور: Paul Tierney |

| ۸ مارس ۲۰۲۰ ۲۸     | منچستر یونایتد                                                                                    | ۲–۰   | منچستر سیتی                                                                                           | ترافورد                                                     |
| ۱۶:۳۰ ساعت گرینویچ | آنتونی مارسیال ۳۰' · فرد (بازیکن فوتبال، زاده ۱۹۹۳) '42 · هری مگوایر '90+5 · اسکات مک‌تامینی ۹۰+۶' | گزارش | فرناندینیو (بازیکن فوتبال) '29 رودری (بازیکن فوتبال، زاده ۱۹۹۶) '30 ژوآو کانسلو '59 گابریل ژسوس '۹۰+۸ | ورزشگاه: ورزشگاه الدترافورد تماشاگران: ۷۳٬۲۸۸ داور: میک دین |

| ۱۷ ژوئن ۲۰۲۰ ۲۹ | منچستر سیتی                                                                                               | ۳–۰   | آرسنال                           | Manchester                                                                 |
| ۲۰:۱۵ ساعت تابستانی بریتانیا | رحیم استرلینگ ۴۵+۲' · کوین دی بروینه ۵۱' (پنالتی) · رودری (بازیکن فوتبال، زاده ۱۹۹۶) '79 · فیل فودن ۹۰+۱' | گزارش | داوید لوییس '۴۹ · کیرن تیرنی '۷۶ | ورزشگاه: City of Manchester Stadium تماشاگران: ۰ داور: آنتونی تیلور (داور) |
| یادداشت: Match originally scheduled for 1 March 2020 but postponed to 11 March 2020 due to Manchester City's involvement in the فینال جام اتحادیه فوتبال انگلستان ۲۰۲۰. Match was again later postponed following fears that Arsenal personnel had come into contact with باشگاه فوتبال المپیاکوس owner Evangelos Marinakis, who was carrying the کروناویروس سندرم حاد تنفسی ۲. It was rescheduled to 17 June. | |       |                                  |                                                                            |

| ۲۲ ژوئن ۲۰۲۰ ۳۰ | منچستر سیتی                                                                           | ۵–۰   | برنلی         | Manchester                                                          |
| ۲۰:۰۰ ساعت تابستانی بریتانیا | فیل فودن ۲۲'، ۶۳' · ریاض محرز ۴۳'، ۴۵+۳' (پنالتی) · داوید سیلوا ۵۱' · ژوآو کانسلو '۶۲ | گزارش | Brownhill '۴۳ | ورزشگاه: City of Manchester Stadium تماشاگران: ۰ داور: آندره مارینر |
| یادداشت: The match was postponed on 13 March due to concerns over the دنیاگیری کووید-۱۹ در بریتانیا، and rescheduled to 22 June. |                                                                                       |       |               |                                                                     |

| ۲۵ ژوئن ۲۰۲۰ ۳۱ | چلسی                                                                                            | ۲–۱   | منچستر سیتی                                              | لندن                                                           |
| ۲۰:۱۵ ساعت تابستانی بریتانیا | کریستین پولیسیک ۳۶' · مارکوس آلونسو مندوزا '38 · ویلیان (بازیکن فوتبال، زاده ۱۹۸۸) ۷۸' (پنالتی) | گزارش | کوین دی بروینه ۵۵', '76 · فرناندینیو (بازیکن فوتبال) '۷۷ | ورزشگاه: ورزشگاه استمفورد بریج تماشاگران: ۰ داور: استوارت اتول |
| یادداشت: The match was postponed on 19 March due to concerns over the دنیاگیری کووید-۱۹ در بریتانیا، and rescheduled to 25 June. |                                                                                                 |       |                                                          |                                                                |

| ۲ ژوئیه ۲۰۲۰ ۳۲ | منچستر سیتی | ۴–۰   | لیورپول                         | Manchester                                                                 |
| ۲۰:۱۵ ساعت تابستانی بریتانیا | کوین دی بروینه ۲۵' (پنالتی) · رحیم استرلینگ ۳۵' · بنژامین مندی '41 · فیل فودن ۴۵' · کایل واکر '57 · الکس اکسلید-چمبرلین ۶۶' (گل‌به‌خودی) | گزارش | جو گومز '24 جوردن هندرسون '۹۰+۱ | ورزشگاه: City of Manchester Stadium تماشاگران: ۰ داور: آنتونی تیلور (داور) |
| یادداشت: The match was postponed on 19 March due to concerns over the دنیاگیری کووید-۱۹ در بریتانیا، and rescheduled to 2 July. | |       |                                 |                                                                            |

| ۵ ژوئیه ۲۰۲۰ ۳۳ | ساوت‌همپتون                      | ۱–۰   | منچستر سیتی                                    | ساوت‌همپتون                                                |
| ۱۹:۰۰ ساعت تابستانی بریتانیا | چه آدامز ۱۶' · اوریول رومئو '۴۵ | گزارش | فرناندینیو (بازیکن فوتبال) '57 گابریل ژسوس '۸۶ | ورزشگاه: ورزشگاه سنت مریز تماشاگران: ۰ داور: آندره مارینر |
| یادداشت: The match was postponed on 19 March due to concerns over the دنیاگیری کووید-۱۹ در بریتانیا، and rescheduled to 5 July. |                                 |       |                                                |                                                           |

| ۸ ژوئیه ۲۰۲۰ ۳۴ | منچستر سیتی | ۵–۰   | نیوکاسل یونایتد | Manchester                                                           |
| ۱۸:۰۰ ساعت تابستانی بریتانیا                                                                                                   | گابریل ژسوس ۱۰' · ریاض محرز ۲۱' · فدریکو فرناندز (بازیکن فوتبال) ۵۸' (گل‌به‌خودی) · داوید سیلوا ۶۵' · رحیم استرلینگ ۹۰+۱' | گزارش |                 | ورزشگاه: City of Manchester Stadium تماشاگران: ۰ داور: Andrew Madley |
| یادداشت: The match was postponed on 3 April due to concerns over the دنیاگیری کووید-۱۹ در بریتانیا، and rescheduled to 8 July. | |       |                 |                                                                      |

| ۱۱ ژوئیه ۲۰۲۰ ۳۵ | برایتون اند هوو آلبیون | ۰–۵   | منچستر سیتی                                                       | فالمر                                                  |
| ۲۰:۰۰ ساعت تابستانی بریتانیا | Bissouma '۸۳           | گزارش | رحیم استرلینگ ۲۱'، ۵۳'، ۸۱' · گابریل ژسوس ۴۴' · برناردو سیلوا ۵۶' | ورزشگاه: ورزشگاه فالمر تماشاگران: ۰ داور: Graham Scott |
| یادداشت: The match was postponed on 3 April due to concerns over the دنیاگیری کووید-۱۹ در بریتانیا، and rescheduled to 11 July. |                        |       |                                                                   |                                                        |

| ۱۵ ژوئیه ۲۰۲۰ ۳۶ | منچستر سیتی                                          | ۲–۱   | بورنموث                | Manchester                                                       |
| ۱۸:۰۰ ساعت تابستانی بریتانیا | داوید سیلوا ۶' · گابریل ژسوس ۳۹' · اریک گارسیا '۹۰+۴ | گزارش | Kelly '17 · Brooks ۸۸' | ورزشگاه: City of Manchester Stadium تماشاگران: ۰ داور: Lee Mason |
| یادداشت: The match was postponed on 3 April due to concerns over the دنیاگیری کووید-۱۹ در بریتانیا، and rescheduled to 15 July. |                                                      |       |                        |                                                                  |

| ۲۱ ژوئیه ۲۰۲۰ ۳۷ | واتفورد                           | ۰–۴   | منچستر سیتی                                                     | واتفورد                                                            |
| ۱۸:۰۰ ساعت تابستانی بریتانیا | آدریان ماریاپا '80 ویل هیوز '۹۰+۱ | گزارش | رحیم استرلینگ ۳۱'، ۴۰', 40' · فیل فودن ۶۳' · آیموریک لاپورت ۶۶' | ورزشگاه: ورزشگاه ویکاریج رود تماشاگران: ۰ داور: مایکل الیور (داور) |
| یادداشت: The match was postponed on 3 April due to concerns over the دنیاگیری کووید-۱۹ در بریتانیا، and rescheduled to 21 July. |                                   |       |                                                                 |                                                                    |

| ۲۶ ژوئیه ۲۰۲۰ ۳۸ | منچستر سیتی                                                                                       | ۵–۰   | نوریچ سیتی           | Manchester                                                          |
| ۱۶:۰۰ ساعت تابستانی بریتانیا | گابریل ژسوس ۱۱' · کوین دی بروینه ۴۵+۱'، ۹۰' · ژوآو کانسلو '51 · رحیم استرلینگ ۷۹' · ریاض محرز ۸۳' | گزارش | کریستوف زیمرمن '۹۰+۱ | ورزشگاه: City of Manchester Stadium تماشاگران: ۰ داور: Craig Pawson |
| یادداشت: The match was postponed on 3 April due to concerns over the دنیاگیری کووید-۱۹ در بریتانیا، and rescheduled to 26 July. |                                                                                                   |       |                      |                                                                     |

### جام حذفی انگستان
Manchester City entered the FA Cup in the third round as defending champions. The third round draw was made on 2 December 2019. The fourth round draw was made by الکس اسکات and دیوید اویلری on Monday, 6 January. The draw for the fifth round was made on 27 January 2020, live on The One Show.
| ۴ ژانویه ۲۰۲۰ دور سوم | منچستر سیتی                                                                 | ۴–۱   | پورت ویل | منچستر                                                        |
| ۱۹:۳۱ ساعت گرینویچ    | الکساندر زینچنکو ۲۰' · سرخیو آگوئرو ۴۲' · Harwood-Bellis ۵۸' · فیل فودن ۷۶' | گزارش | Pope ۳۵' | ورزشگاه: ورزشگاه شهر منچستر تماشاگران: ۵۲٬۴۳۳ داور: Lee Mason |

| ۲۶ ژانویه ۲۰۲۰ دور چهارم | منچستر سیتی                                                            | ۴–۰   | فولام                 | منچستر                                                           |
| ۱۳:۰۰ ساعت گرینویچ       | ایلکای گوندوغان ۸' (پنالتی) · برناردو سیلوا ۱۹' · گابریل ژسوس ۷۲'، ۷۵' | گزارش | Ream '۶ · Bryan '۹۰+۱ | ورزشگاه: ورزشگاه شهر منچستر تماشاگران: ۳۹٬۲۲۳ داور: Kevin Friend |

| ۴ مارس ۲۰۲۰ دور پنجم | شفیلد ونزدی | ۰–۱   | منچستر سیتی                      | شفیلد                                                                |
| ۱۹:۴۵ ساعت گرینویچ   | Palmer '۳۶  | گزارش | سرخیو آگوئرو ۵۳' · ریاض محرز '۸۸ | ورزشگاه: ورزشگاه هیلزبورو تماشاگران: ۲۰٬۹۹۵ داور: مایکل الیور (داور) |

| ۲۸ ژوئن ۲۰۲۰ یک‌چهارم نهایی                                                                 | نیوکاسل یونایتد                | ۰–۲   | منچستر سیتی                                     | نیوکاسل                                                     |
| ۱۸:۰۰ ساعت تابستانی بریتانیا                                                               | اندی کارول '61 جوئلینتون '۹۰+۲ | گزارش | کوین دی بروینه ۳۷' (پنالتی) · رحیم استرلینگ ۶۸' | ورزشگاه: ورزشگاه سنت جیمز پارک تماشاگران: ۰ داور: Lee Mason |
| یادداشت: The match was postponed due to the دنیاگیری کووید ۱۹, and rescheduled to 28 June. |                                |       |                                                 |                                                             |

| ۱۸ ژوئیه ۲۰۲۰ نیمه‌نهایی      | آرسنال                       | ۲–۰   | منچستر سیتی | ومبلی                                                   |
| ۱۹:۴۵ ساعت تابستانی بریتانیا | پیر امریک اوبامیانگ ۱۹'، ۷۱' | گزارش |             | ورزشگاه: ورزشگاه ومبلی تماشاگران: ۰ داور: Jonathan Moss |

### لیگ قهرمانان اروپا

#### مرحله گروهی
منچستر سیتی به‌عنوان قهرمان لیگ برتر فوتبال انگلستان ۱۹–۲۰۱۸ به این رقابت راه یافت. آن‌ها در مرحله گروهی در گروه C افتادند و با تیم‌های باشگاه فوتبال شاختار دونتسک، باشگاه فوتبال دینامو زاگرب و باشگاه فوتبال آتالانتا هم‌گروه شدند.
| رتبه | تیم           | بازی | ب | م | ش | گ‌ز | گ‌خ | ت   | ام | راه‌یابی             |
| ---- | ------------- | ---- | - | - | - | -- | -- | --- | -- | ------------------- |
| ۱    | منچستر سیتی   | ۶    | ۴ | ۲ | ۰ | ۱۶ | ۴  | ۱۲+ | ۱۴ | صعود به مرحله حذفی  |
| ۲    | آتالانتا      | ۶    | ۲ | ۱ | ۳ | ۸  | ۱۲ | -۴  | ۷  | صعود به مرحله حذفی  |
| ۳    | شاختار دونتسک | ۶    | ۱ | ۳ | ۲ | ۸  | ۱۳ | -۵  | ۶  | انتقال به لیگ اروپا |
| ۴    | دینامو زاگرب  | ۶    | ۱ | ۲ | ۳ | ۱۰ | ۱۳ | ۳-  | ۵  |                     |

| ۱۸ سپتامبر ۲۰۱۹ ۱            | شاختار دونتسک | ۰–۳   | منچستر سیتی                                                                                  | خارکیف، اوکراین                                                                             |
| ۲۰:۰۰ ساعت تابستانی بریتانیا |               | گزارش | ریاض محرز ۲۴' · رودری (بازیکن فوتبال، زاده ۱۹۹۶) '29 · ایلکای گوندوغان ۳۸' · گابریل ژسوس ۷۶' | ورزشگاه: ورزشگاه متالیست تماشاگران: ۳۶٬۶۷۵ داور: Artur Soares Dias (فدراسیون فوتبال پرتغال) |

| ۱ اکتبر ۲۰۱۹ ۲               | منچستر سیتی                                                                             | ۲–۰   | دینامو زاگرب  | منچستر، انگلستان                                                                                  |
| ۲۰:۰۰ ساعت تابستانی بریتانیا | ژوآو کانسلو '19 · رحیم استرلینگ ۶۶' · فرناندینیو (بازیکن فوتبال) '90+4 · فیل فودن ۹۰+۵' | گزارش | دینو پریچ '۶۹ | ورزشگاه: ورزشگاه شهر منچستر تماشاگران: ۴۹٬۰۴۶ داور: Serdar Gözübüyük (اتحادیه فوتبال سلطنتی هلند) |

| ۲۲ اکتبر ۲۰۱۹ ۳              | منچستر سیتی | ۵–۱   | آتالانتا                                           | منچستر، انگلستان                                                                           |
| ۲۰:۰۰ ساعت تابستانی بریتانیا | بنژامین مندی '4 · سرخیو آگوئرو ۳۴'، ۳۸' (پنالتی) · رحیم استرلینگ ۵۸'، ۶۴'، ۶۹' · کوین دی بروینه '63 · فیل فودن '۷۶ '۸۳ · نیکولاس اوتامندی '۹۰+۲ | گزارش | آندره‌آ مازیلو '10 · روسلان مالینووسکی ۲۸' (پنالتی) | ورزشگاه: ورزشگاه شهر منچستر تماشاگران: ۴۹٬۳۰۸ داور: Orel Grinfeld (اتحادیه فوتبال اسرائیل) |

| ۶ نوامبر ۲۰۱۹ ۴ | آتالانتا                                                                                           | ۱–۱   | منچستر سیتی | میلان، ایتالیا                                                                             |
| ۲۰:۰۰ ساعت گرینویچ | برات دیمیسیتی '27 · رافائل تولوی '41 · یوسیپ ایلیچیچ '42 · ماریو پاشالیچ ۴۹' · تیموتی کاستانیه '۷۹ | گزارش | رحیم استرلینگ ۷' · گابریل ژسوس 43' · فرناندینیو (بازیکن فوتبال) '70 · کلادیو براوو '۸۱ · بنژامین مندی '90+2 · برناردو سیلوا '۹۰+۶ | ورزشگاه: ورزشگاه سن سیرو تماشاگران: ۳۴٬۳۲۶ داور: Aleksei Kulbakov (فدراسیون فوتبال بلاروس) |
| یادداشت: The match was played at the ورزشگاه سن سیرو in میلان، instead of Atalanta's regular home stadium, the ورزشگاه آتلتی آتزوری دایتالیا in برگامو، due to ongoing renovation. | |       | |                                                                                            |

| ۲۶ نوامبر ۲۰۱۹ ۵   | منچستر سیتی                                            | ۱–۱   | شاختار دونتسک | منچستر، انگلستان                                                                           |
| ۲۰:۰۰ ساعت گرینویچ | ایلکای گوندوغان ۵۶' · فرناندینیو (بازیکن فوتبال) '۹۰+۱ | گزارش | Solomon ۶۹'   | ورزشگاه: ورزشگاه شهر منچستر تماشاگران: ۵۲٬۰۲۰ داور: Slavko Vinčić (اتحادیه فوتبال اسلوونی) |

| ۱۱ دسامبر ۲۰۱۹ ۶                           | دینامو زاگرب                   | ۱–۴   | منچستر سیتی                              | زاگرب، کرواسی                                                                                    |
| ۱۷:۵۵ ساعت گرینویچ 18:55 زمان اروپای مرکزی | دنی اولمو ۱۰' · آریان آدمی '۳۴ | گزارش | گابریل ژسوس ۳۴'، ۵۰'، ۵۴' · فیل فودن ۸۴' | ورزشگاه: ورزشگاه ماکسیمیر تماشاگران: ۲۹٬۳۸۵ داور: کارلوس دل سرو (فدراسیون فوتبال سلطنتی اسپانیا) |

#### مرحله حذفی
The draw for the Round of 16 was confirmed on 16 December.

##### یک‌هشتم نهایی
| ۲۶ فوریه ۲۰۲۰ دور رفت   | رئال مادرید                                                    | ۱–۲   | منچستر سیتی                                                      | مادرید، اسپانیا                                                                                   |
| ۲۱:۰۰ زمان اروپای مرکزی | فدریکو والورده '48 · لوکا مودریچ '54 · ایسکو ۶۰' · سرخیو راموس | گزارش | بنژامین مندی '29 · گابریل ژسوس ۷۸' · کوین دی بروینه ۸۳' (پنالتی) | ورزشگاه: ورزشگاه سانتیاگو برنابئو تماشاگران: ۷۵٬۶۱۵ داور: دنیله اورساتو (فدراسیون فوتبال ایتالیا) |

| ۷ اوت ۲۰۲۰ دور برگشت | منچستر سیتی                        | ۲–۱ (۴–۲ گ.ح.) | رئال مادرید                      | منچستر، انگلستان                                                                  |
| ۲۰:۰۰ ساعت تابستانی بریتانیا | رحیم استرلینگ ۹' · گابریل ژسوس ۶۸' | گزارش          | کریم بنزما ۲۸' · لوکا مودریچ '۸۱ | ورزشگاه: ورزشگاه شهر منچستر تماشاگران: 0 داور: فلیکس بریچ (فدراسیون فوتبال آلمان) |
| یادداشت: The باشگاه فوتبال منچستر سیتی v باشگاه فوتبال رئال مادرید match, originally scheduled to be played on 17 March, 21:00 CET (20:00 GMT) at ورزشگاه شهر منچستر، was indefinitely postponed as the Real Madrid players were quarantined due to a دنیاگیری کووید-۱۹ در اسپانیا. The match was rescheduled on 17 June to 7 August. |                                    |                |                                  |                                                                                   |

##### یک‌چهارم نهایی
| ۱۵ اوت ۲۰۲۰ یک‌چهارم نهایی        | منچستر سیتی                                                                                | ۱–۳   | لیون | لیسبون، پرتغال                                                                          |
| ۲۱:۰۰ ساعت تابستانی اروپای مرکزی | فرناندینیو (بازیکن فوتبال) '29 · رودری (بازیکن فوتبال، زاده ۱۹۹۶) '58 · کوین دی بروینه ۶۹' | گزارش | لئو دوبیس '12 · مکسول کورنه ۲۴' · مارسلو (بازیکن فوتبال، زاده ۱۹۸۷) '65 · موسی دمبله (بازیکن فوتبال اهل فرانسه) ۷۹'، ۸۷' | ورزشگاه: ورزشگاه ژوزه آلوالاد تماشاگران: 0 داور: دنی ماکلی (اتحادیه فوتبال سلطنتی هلند) |

### جام اتحادیه
منچستر سیتی به عنوان مدافع قهرمانی در این جام بازی کرد.
Manchester City entered the EFL Cup in the third round as defending champions. The third round draw was confirmed on 28 August 2019, live on اسکای اسپورت. The draw for the fourth round was made on 25 September 2019. The quarter-final draw was conducted on 31 October, live on رادیو بی‌بی‌سی ۲.
| ۲۴ سپتامبر ۲۰۱۹ دور سوم      | پرستون نورث اند | ۰–۳   | منچستر سیتی                                                      | پرستون (لانکاشیر)                                          |
| ۱۹:۴۵ ساعت تابستانی بریتانیا | جاش هروپ '۵۱    | گزارش | رحیم استرلینگ ۱۹' · گابریل ژسوس ۳۵' · رایان لدسون ۴۲' (گل‌به‌خودی) | ورزشگاه: ورزشگاه دیپدایل تماشاگران: ۲۲٬۰۲۵ داور: Lee Mason |

| ۲۹ اکتبر ۲۰۱۹ دور چهارم | منچستر سیتی                                  | ۳–۱   | ساوت‌همپتون                                        | منچستر                                                            |
| ۱۹:۴۵ ساعت گرینویچ      | نیکولاس اوتامندی ۲۰' · سرخیو آگوئرو ۳۸'، ۵۶' | گزارش | اوریول رومئو '33 · جک استیونز (بازیکن فوتبال) ۷۵' | ورزشگاه: ورزشگاه شهر منچستر تماشاگران: ۳۷٬۱۴۳ داور: Jonathan Moss |

| ۱۸ دسامبر ۲۰۱۹ یک‌چهارم نهایی | آکسفورد یونایتد | ۱–۳   | منچستر سیتی                              | آکسفورد                                                      |
| ۱۹:۴۵ ساعت گرینویچ           | Taylor ۴۶'      | گزارش | ژوآو کانسلو ۲۲' · رحیم استرلینگ ۵۱'، ۷۰' | ورزشگاه: ورزشگاه کاسام تماشاگران: ۱۱٬۸۱۷ داور: Andrew Madley |

| ۷ ژانویه ۲۰۲۰ نیمه‌نهایی رفت | منچستر یونایتد                                                                                | ۱–۳   | منچستر سیتی | منچستر                                                      |
| ۲۰:۰۰ ساعت گرینویچ          | جسی لینگارد '35 · فرد (بازیکن فوتبال، زاده ۱۹۹۳) '52 · مارکوس رشفورد ۷۰' · برندون ویلیامز '۷۳ | گزارش | برناردو سیلوا ۱۷' · ریاض محرز ۳۳' · آندریاس پریرا ۳۹' (گل‌به‌خودی) · رودری (بازیکن فوتبال، زاده ۱۹۹۶) '63 · کایل واکر '۸۲ | ورزشگاه: ورزشگاه الدترافورد تماشاگران: ۶۹٬۰۲۳ داور: میک دین |

| ۲۹ ژانویه ۲۰۲۰ نیمه‌نهایی برگشت | منچستر سیتی                                               | ۰–۱ (۳–۲ گ.ح.) | منچستر یونایتد                                    | منچستر                                                           |
| ۱۹:۴۵ ساعت گرینویچ             | رودری (بازیکن فوتبال، زاده ۱۹۹۶) '57 نیکولاس اوتامندی '۸۷ | گزارش          | نمانیا ماتیچ ۳۵', '۵۱ '۷۶ · ارون وان-بیساکا '۹۰+۴ | ورزشگاه: ورزشگاه شهر منچستر تماشاگران: ۵۱٬۰۰۰ داور: Kevin Friend |

| ۱ مارس ۲۰۲۰ فینال  | استون ویلا                                                                       | ۱–۲   | منچستر سیتی                                                                      | لندن                                                     |
| ۱۶:۳۰ ساعت گرینویچ | امبوانا ساماتا ۴۱' · احمد المحمدی '68 · مارولوس ناکامبا '72 · تایرون مینگز '۹۰+۳ | گزارش | سرخیو آگوئرو ۲۰' · رودری (بازیکن فوتبال، زاده ۱۹۹۶) ۳۰', '60 · رحیم استرلینگ '۵۷ | ورزشگاه: ورزشگاه ومبلی تماشاگران: ۸۲٬۱۴۵ داور: Lee Mason |

### جام خیریه
منچستر سیتی به عنوان مدافع قهرمانی در این جام بازی کرد.
| ۴ اوت ۲۰۱۹ جام خیریه انگلستان ۲۰۱۹                                               | لیورپول       | ۱–۱ (۴–۵ پنالتی)                                                            | منچستر سیتی                            | London                                                         |
| ۱۵:۰۰ ساعت تابستانی بریتانیا                                                     | ژوئل متیپ ۷۷' | گزارش                                                                       | رحیم استرلینگ ۱۲' · کوین دی بروینه '۳۳ | ورزشگاه: ورزشگاه ومبلی تماشاگران: ۷۷٬۵۶۵ داور: مارتین اتکینسون |
|                                                                                  | ضربات پنالتی  |                                                                             |                                        |                                                                |
| جردان شقیری · جورجینیو واینالدوم · آدام لالانا · الکس اکسلید-چمبرلین · محمد صلاح |               | ایلکای گوندوغان · برناردو سیلوا · فیل فودن · الکساندر زینچنکو · گابریل ژسوس |                                        |                                                                |
| یادداشت: Live on بی‌تی اسپورت                                                     |               |                                                                             |                                        |                                                                |

## بازیکنان

### بازیکنان اصلی
| ش. | پ. | م.  | نام                | سن | از سال | بازی | گل  | پایان قرارداد | مبلغ خرید    | نکات                                  |
| -- | -- | --- | ------------------ | -- | ------ | ---- | --- | ------------- | ------------ | ------------------------------------- |
| 1  | GK | CHL | کلادیو براوو       | ۳۷ | 2016   | 61   | 0   | 2020          | £15.4m       | Second nationality: Spain             |
| 2  | DF | ENG | کایل واکر          | ۳۰ | 2017   | 142  | 3   | 2024          | £45m         |                                       |
| 5  | DF | ENG | جان استونز         | ۲۶ | 2016   | 133  | 5   | 2022          | £47.5m       |                                       |
| 7  | FW | ENG | رحیم استرلینگ      | ۲۵ | 2015   | 243  | 100 | 2023          | £44m         |                                       |
| 8  | MF | GER | ایلکای گوندوغان    | ۲۹ | 2016   | 164  | 22  | 2023          | £20m         |                                       |
| 9  | FW | BRA | گابریل ژسوس        | ۲۳ | 2017   | 153  | 68  | 2023          | £27m         |                                       |
| 10 | FW | ARG | سرخیو آگوئرو       | ۳۲ | 2011   | 370  | 254 | 2021          | £31.5m       | All time top goalscorer               |
| 11 | MF | UKR | الکساندر زینچنکو   | ۲۳ | 2016   | 68   | 2   | 2024          | £1.7m        |                                       |
| 14 | DF | FRA | آیموریک لاپورت     | ۲۶ | 2018   | 84   | 6   | 2025          | £57m         |                                       |
| 16 | MF | ESP | رودری              | ۲۴ | 2019   | 52   | 4   | 2025          | £62.8m       | Record signing                        |
| 17 | MF | BEL | کوین دی بروینه     | ۲۹ | 2015   | 222  | 57  | 2023          | £54.5m       | 2nd vice-captain                      |
| 19 | FW | GER | لروی سانه          | ۲۴ | 2016   | 135  | 39  | 2021          | £37m         |                                       |
| 20 | MF | POR | برناردو سیلوا      | ۲۶ | 2017   | 156  | 30  | 2025          | £43.5m       |                                       |
| 21 | MF | ESP | داوید سیلوا        | ۳۴ | 2010   | 436  | 77  | 2020          | £24m         | Captain                               |
| 22 | DF | FRA | بنژامین مندی       | ۲۶ | 2017   | 53   | 0   | 2022          | £52m         |                                       |
| 25 | MF | BRA | فرناندینیو         | ۳۵ | 2013   | 314  | 23  | 2021          | £30m         | 1st vice-captain                      |
| 26 | FW | ALG | ریاض محرز          | ۲۹ | 2018   | 94   | 25  | 2023          | £60m         |                                       |
| 27 | DF | POR | ژوآو کانسلو        | ۲۶ | 2019   | 33   | 1   | 2025          | £60m         |                                       |
| 30 | DF | ARG | نیکولاس اوتامندی   | ۳۲ | 2015   | 210  | 11  | 2022          | £28m         |                                       |
| 31 | GK | BRA | ادرسون مورائس      | ۲۶ | 2017   | 144  | 0   | 2025          | £34.9m       | Second nationality: Portugal          |
| 33 | GK | ENG | اسکات کارسن        | ۳۴ | 2019   | 0    | 0   | 2020          | Loan         | On loan from باشگاه فوتبال دربی کانتی |
| 47 | MF | ENG | فیل فودن           | ۲۰ | 2008   | 74   | 15  | 2024          | Youth system | Academy graduate                      |
| 50 | DF | ESP | اریک گارسیا        | ۱۹ | 2017   | 23   | 0   | 2022          | £1.45m       | Academy graduate                      |
| 69 | MF | ENG | تامی دویل          | ۱۸ | 2006   | 3    | 0   | 2021          | Youth system | Academy graduate                      |
| 78 | DF | ENG | تایلور هاروود-بلیس | ۱۸ | 2008   | 4    | 1   | 2021          | Youth system | Academy graduate                      |
| 80 | MF | ENG | کول پالمر          | ۱۸ | 2009   | 0    | 0   | 2021          | Youth system | Academy graduate                      |

Last updated: 15 August 2020
منبع: Manchester City

Ordered by squad number.
Appearances include league and cup appearances, including as substitute.

Ages are stated as of at the end of the 2019–20 season (۱۵ اوت ۲۰۲۰) 

## نقل و انتقالات

### خرید
| تاریخ          | پست | شماره | نام                              | از                               | هزینه انتقال | تیم                       | منبع          |
| -------------- | --- | ----- | -------------------------------- | -------------------------------- | ------------ | ------------------------- | ------------- |
| ۱ ژوئیه ۲۰۱۹   | DF  | —     | Oscar Tarensi                    | باشگاه فوتبال اسپانیول           | Undisclosed  | Academy                   | [ ۲۹ ]        |
| ۱ ژوئیه ۲۰۱۹   | CF  | —     | Daniel Ogwuru                    | باشگاه فوتبال بولتون واندررز     | £100,000     | Academy                   | [ ۳۰ ]        |
| ۳ ژوئیه ۲۰۱۹   | DF  | ۱۲    | آنخلینیو                         | باشگاه فوتبال پی‌اس‌وی آیندهوون    | £۵٬۳۵۰٬۰۰۰   | باشگاه فوتبال منچستر سیتی | [ ۳۱ ] [ ۳۲ ] |
| ۴ ژوئیه ۲۰۱۹   | MF  | ۱۶    | رودری (بازیکن فوتبال، زاده ۱۹۹۶) | باشگاه فوتبال اتلتیکو مادرید     | £۶۲٬۸۰۰٬۰۰۰  | باشگاه فوتبال منچستر سیتی | [ ۳۳ ]        |
| ۷ ژوئیه ۲۰۱۹   | MF  | –     | Samuel Edozie                    | باشگاه فوتبال میلوال             | Undisclosed  | Academy                   | [ ۳۴ ]        |
| ۹ ژوئیه ۲۰۱۹   | FW  | ۷۲    | Morgan Rogers                    | باشگاه فوتبال وست برومویچ آلبیون | £4,000,000   | Academy                   | [ ۳۵ ]        |
| ۹ ژوئیه ۲۰۱۹   | GK  | –     | زک استفن                         | کلمبوس کرو                       | £۷٬۰۰۰٬۰۰۰   | باشگاه فوتبال منچستر سیتی | [ ۳۶ ]        |
| ۱۲ ژوئیه ۲۰۱۹  | MF  | –     | Oscar Bobb                       | باشگاه فوتبال وولرنگا            | Undisclosed  | Academy                   | [ ۳۷ ]        |
| ۱۴ ژوئیه ۲۰۱۹  | FW  | –     | Liam Delap                       | باشگاه فوتبال دربی کانتی         | Undisclosed  | Academy                   | [ ۳۸ ]        |
| ۱ اوت ۲۰۱۹     | FW  | –     | Josh Wilson-Esbrand              | باشگاه فوتبال وستهام یونایتد     | Undisclosed  | Academy                   | [ ۳۹ ] [ ۴۰ ] |
| ۶ اوت ۲۰۱۹     | MF  | –     | Kane Taylor                      | باشگاه فوتبال استون ویلا         | £129,000     | Academy                   | [ ۴۱ ]        |
| ۷ اوت ۲۰۱۹     | RB  | ۲۷    | ژوآو کانسلو                      | باشگاه فوتبال یوونتوس            | £۶۰٬۰۰۰٬۰۰۰  | باشگاه فوتبال منچستر سیتی | [ ۴۲ ]        |
| ۷ اوت ۲۰۱۹     | RW  | —     | Félix Correia                    | باشگاه فوتبال اسپورتینگ پرتغال   | £3,200,000   | Academy                   | [ ۴۳ ]        |
| ۷ اوت ۲۰۱۹     | RB  | —     | Pedro Porro                      | باشگاه فوتبال ژیرونا             | Undisclosed  | Academy                   | [ ۴۴ ]        |
| ۸ اوت ۲۰۱۹     | MF  | —     | ریوتارو مشینو                    | باشگاه فوتبال گامبا اوساکا       | Undisclosed  | Academy                   | [ ۴۵ ]        |
| ۱ ژانویه ۲۰۲۰  | FW  | –     | Slobodan Tedić                   | FK Cukaricki Beograd             | Undisclosed  | Academy                   | [ ۴۶ ]        |
| ۹ ژانویه ۲۰۲۰  | MF  | –     | Liam Smith                       | باشگاه فوتبال کیلمارنوک          | £250,000     | Academy                   | [ ۴۷ ]        |
| ۱۵ ژانویه ۲۰۲۰ | DF  | –     | Camron Gbadebo                   | باشگاه فوتبال لستر سیتی          | Compensation | Academy                   | [ ۴۸ ]        |

### فروش
| تاریخ          | پست | شماره | نام                                    | به                                   | هزینه انتقال  | تیم                       | منبع          |
| -------------- | --- | ----- | -------------------------------------- | ------------------------------------ | ------------- | ------------------------- | ------------- |
| ۱ ژوئیه ۲۰۱۹   | MF  | –     | Luke Brattan                           | باشگاه فوتبال سیدنی                  | Free transfer | Academy                   | [ ۴۹ ] [ ۵۰ ] |
| ۱ ژوئیه ۲۰۱۹   | MF  | ۷۲    | تام دله-بشیرو                          | باشگاه فوتبال واتفورد                | Free transfer | Academy                   | [ ۴۹ ] [ ۵۱ ] |
| ۱ ژوئیه ۲۰۱۹   | DF  | ۷۷    | کامرون هامفریز                         | باشگاه فوتبال زولته وارخم            | Free transfer | Academy                   | [ ۴۹ ] [ ۵۲ ] |
| ۱ ژوئیه ۲۰۱۹   | DF  | ۴     | وینسنت کمپانی                          | باشگاه فوتبال اندرلشت                | Free transfer | باشگاه فوتبال منچستر سیتی | [ ۵۳ ]        |
| ۱ ژوئیه ۲۰۱۹   | MF  | ۵۷    | Aaron Nemane                           | باشگاه فوتبال تورکی یونایتد          | Free transfer | Academy                   | [ ۴۹ ] [ ۵۴ ] |
| ۱ ژوئیه ۲۰۱۹   | DF  | ۵۸    | Charlie Oliver                         | باشگاه فوتبال ساوتپورت               | Free transfer | Academy                   | [ ۴۹ ] [ ۵۵ ] |
| ۱ ژوئیه ۲۰۱۹   | GK  | –     | Lewis Thomas                           | باشگاه فوتبال برنلی                  | Undisclosed   | Academy                   | [ ۵۶ ]        |
| ۳ ژوئیه ۲۰۱۹   | CF  | –     | Osazee Aghatise                        | باشگاه فوتبال دربی کانتی             | Undisclosed   | Academy                   | [ ۵۷ ]        |
| ۴ ژوئیه ۲۰۱۹   | MF  | –     | Anthony Caceres                        | باشگاه فوتبال سیدنی                  | Undisclosed   | Academy                   | [ ۵۸ ]        |
| ۱۰ ژوئیه ۲۰۱۹  | CF  | –     | Sam Bellis                             | باشگاه فوتبال ساوت‌همپتون             | Undisclosed   | Academy                   | [ ۵۹ ]        |
| ۱۱ ژوئیه ۲۰۱۹  | DF  | –     | پابلو ماری                             | باشگاه فوتبال فلامینگو               | £1,700,000    | Academy                   | [ ۶۰ ] [ ۶۱ ] |
| ۱۲ ژوئیه ۲۰۱۹  | MF  | –     | Owen Hesketh                           | باشگاه فوتبال ولورهمپتون واندررز     | Undisclosed   | Academy                   | [ ۶۲ ]        |
| ۱۵ ژوئیه ۲۰۱۹  | MF  | ۱۸    | فابین دلف                              | باشگاه فوتبال اورتون                 | £۱۰٬۰۰۰٬۰۰۰   | باشگاه فوتبال منچستر سیتی | [ ۶۳ ]        |
| ۱۶ ژوئیه ۲۰۱۹  | CF  | –     | Noah Ohio                              | باشگاه فوتبال لایپزیگ                | Free transfer | Academy                   | [ ۶۴ ] [ ۶۵ ] |
| ۱۶ ژوئیه ۲۰۱۹  | MF  | –     | Tom Midgley                            | باشگاه فوتبال نیوکاسل یونایتد        | Free transfer | Academy                   | [ ۶۶ ]        |
| ۱۸ ژوئیه ۲۰۱۹  | MF  | ۸۹    | Taylor Richards                        | باشگاه فوتبال برایتون اند هوو آلبیون | £2,500,000    | Academy                   | [ ۶۷ ]        |
| ۱۹ ژوئیه ۲۰۱۹  | MF  | ۷۶    | مانو گارسیا (بازیکن فوتبال، زاده ۱۹۸۸) | باشگاه فوتبال اسپورتینگ خیخون        | £4,000,000    | Academy                   | [ ۶۸ ] [ ۶۹ ] |
| ۲۵ ژوئیه ۲۰۱۹  | MF  | ۳۹    | دوگلاس لوییز                           | باشگاه فوتبال استون ویلا             | £15,000,000   | Academy                   | [ ۷۰ ] [ ۷۱ ] |
| ۷ اوت ۲۰۱۹     | RB  | ۳     | دانیلو (بازیکن فوتبال، زاده ۱۹۹۱)      | باشگاه فوتبال یوونتوس                | £۳۴٬۱۰۰٬۰۰۰   | باشگاه فوتبال منچستر سیتی | [ ۴۲ ]        |
| ۹ اوت ۲۰۱۹     | MF  | ۶۲    | برندون بارکر                           | باشگاه فوتبال رنجرز                  | Undisclosed   | Academy                   | [ ۷۲ ]        |
| ۱۲ اوت ۲۰۱۹    | CB  | ۱۵    | الیاکیم مانگالا                        | باشگاه فوتبال والنسیا                | Free transfer | باشگاه فوتبال منچستر سیتی | [ ۷۳ ]        |
| ۱۶ اوت ۲۰۱۹    | DF  | ۸۵    | Colin Rösler                           | باشگاه فوتبال ناک بردا               | Undisclosed   | Academy                   | [ ۷۴ ]        |
| ۲ سپتامبر ۲۰۱۹ | DF  | ۷۱    | Jeremie Frimpong                       | باشگاه فوتبال سلتیک                  | Undisclosed   | Academy                   | [ ۷۵ ]        |
| ۲ سپتامبر ۲۰۱۹ | CF  | ۸۰    | Lorenzo González                       | باشگاه فوتبال مالاگا                 | Undisclosed   | Academy                   | [ ۷۶ ]        |
| ۲۸ نوامبر ۲۰۱۹ | MF  | —     | Uriel Antuna                           | باشگاه فوتبال گوادالاخارا            | Undisclosed   | Academy                   | [ ۷۷ ]        |
| ۲۴ ژانویه ۲۰۲۰ | RW  | ۸۳    | ایان پیودا                             | باشگاه فوتبال لیدز یونایتد           | Undisclosed   | باشگاه فوتبال منچستر سیتی | [ ۷۸ ]        |
| ۲۷ ژانویه ۲۰۲۰ | MF  | ۵۹    | Henri Ogunby                           | باشگاه فوتبال برنلی                  | Undisclosed   | Academy                   | [ ۷۹ ]        |

### خرید قرضی
| تاریخ      | پایان قرض | پست | شماره | نام         | از                       | تیم                       | منبع   |
| ---------- | --------- | --- | ----- | ----------- | ------------------------ | ------------------------- | ------ |
| ۸ اوت ۲۰۱۹ | TBA       | GK  | ۳۳    | اسکات کارسن | باشگاه فوتبال دربی کانتی | باشگاه فوتبال منچستر سیتی | [ ۸۰ ] |

### فروش قرضی
| تاریخ          | پایان قرض        | پست | شماره | نام                | به                                  | تیم                       | منبع          |
| -------------- | ---------------- | --- | ----- | ------------------ | ----------------------------------- | ------------------------- | ------------- |
| ۱۷ اوت ۲۰۱۸    | ۳۰ ژوئن ۲۰۲۰     | MF  | —     | دنیل ارزانی        | باشگاه فوتبال سلتیک                 | Academy                   | [ ۸۱ ]        |
| ۱۴ ژانویه ۲۰۱۹ | ۳۰ ژوئن ۲۰۲۰     | DF  | —     | کو ایتاکورا        | باشگاه فوتبال خرونینگن              | Academy                   | [ ۸۲ ]        |
| ۲۹ ژانویه ۲۰۱۹ | 28 November 2019 | MF  | —     | Uriel Antuna       | باشگاه فوتبال لس آنجلس گلکسی        | Academy                   | [ ۸۳ ]        |
| ۱ ژوئیه ۲۰۱۹   | 2 January 2020   | MF  | ۲۷    | پاتریک رابرتس      | باشگاه فوتبال نوریچ سیتی            | باشگاه فوتبال منچستر سیتی | [ ۸۵ ]        |
| ۱ ژوئیه ۲۰۱۹   | 22 July 2020     | MF  | ۳۸    | Jack Harrison      | باشگاه فوتبال لیدز یونایتد          | Academy                   | [ ۸۶ ]        |
| ۱ ژوئیه ۲۰۱۹   | ۳۱ ژانویه ۲۰۲۰   | MF  | ۶۵    | Matthew Smith      | باشگاه فوتبال کویینز پارک رنجرز     | Academy                   | [ ۸۷ ] [ ۸۸ ] |
| ۳ ژوئیه ۲۰۱۹   | ۳۰ ژوئن ۲۰۲۰     | FW  | ۶۸    | Thierry Ambrose    | باشگاه فوتبال متس                   | Academy                   | [ ۸۹ ]        |
| ۳ ژوئیه ۲۰۱۹   | ۳۰ ژوئن ۲۰۲۰     | MF  | —     | Ante Palaversa     | باشگاه فوتبال اوستنده               | Academy                   | [ ۹۰ ]        |
| ۹ ژوئیه ۲۰۱۹   | ۳۰ ژوئن ۲۰۲۰     | GK  | ۴۹    | آریانت موریچ       | باشگاه فوتبال ناتینگهام فارست       | باشگاه فوتبال منچستر سیتی | [ ۹۱ ]        |
| ۹ ژوئیه ۲۰۱۹   | ۳۰ ژوئن ۲۰۲۰     | GK  | —     | زک استفن           | باشگاه فوتبال فورتونا دوسلدورف      | باشگاه فوتبال منچستر سیتی | [ ۹۲ ]        |
| ۱۷ ژوئیه ۲۰۱۹  | 1 August 2020    | MF  | ۶۷    | Paolo Fernandes    | باشگاه فوتبال پروجا                 | Academy                   | [ ۹۲ ]        |
| ۱۷ ژوئیه ۲۰۱۹  | ۳۰ ژوئن ۲۰۲۰     | DF  | ۳۴    | فیلیپ سندلر        | باشگاه فوتبال اندرلشت               | باشگاه فوتبال منچستر سیتی | [ ۹۳ ]        |
| ۱۹ ژوئیه ۲۰۱۹  | ۳۱ دسامبر ۲۰۱۹   | MF  | —     | میکل دیسکرود       | باشگاه فوتبال اولسان هیوندای        | Academy                   | [ ۹۴ ] [ ۹۵ ] |
| ۲۶ ژوئیه ۲۰۱۹  | ۳۰ ژوئن ۲۰۲۰     | MF  | —     | Yangel Herrera     | باشگاه فوتبال گرانادا               | Academy                   | [ ۹۶ ]        |
| ۳۱ ژوئیه ۲۰۱۹  | 22 July 2020     | DF  | ۲۴    | توسین آدارابیویو   | باشگاه فوتبال بلکبرن روورز          | Academy                   | [ ۹۷ ]        |
| ۳۱ ژوئیه ۲۰۱۹  | 26 July 2020     | FW  | ۲۹    | مارلوس مورنو       | باشگاه ورزشی پورتیموننزه            | Academy                   | [ ۹۸ ]        |
| ۲ اوت ۲۰۱۹     | ۳۰ ژوئن ۲۰۲۰     | MF  | —     | Ivan Ilić          | باشگاه فوتبال ناک بردا              | Academy                   | [ ۹۹ ]        |
| ۲ اوت ۲۰۱۹     | ۳۰ ژوئن ۲۰۲۰     | MF  | —     | Luka Ilić          | باشگاه فوتبال ناک بردا              | Academy                   | [ ۹۹ ]        |
| ۳ اوت ۲۰۱۹     | 3 January 2020   | FW  | ۴۳    | لوکاس ان‌میکا       | باشگاه فوتبال وولفسبورگ             | Academy                   | [ ۱۰۱ ]       |
| ۵ اوت ۲۰۱۹     | 4 July 2020      | DF  | —     | Erik Palmer-Brown  | باشگاه فوتبال آستریا وین            | Academy                   | [ ۱۰۲ ]       |
| ۵ اوت ۲۰۱۹     | ۳۰ ژوئن ۲۰۲۰     | MF  | —     | توماس اگی‌پونگ      | Waasland-Beveren                    | Academy                   | [ ۱۰۳ ]       |
| ۸ اوت ۲۰۱۹     | ۳۰ ژوئن ۲۰۲۰     | MF  | ۷۴    | Luke Bolton        | باشگاه فوتبال لوتون تاون            | Academy                   | [ ۱۰۴ ]       |
| ۸ اوت ۲۰۱۹     | 19 July 2020     | DF  | —     | Pedro Porro        | باشگاه فوتبال رئال وایادولید        | Academy                   | [ ۱۰۵ ]       |
| ۱۴ اوت ۲۰۱۹    | ۳۰ ژوئن ۲۰۲۰     | MF  | —     | ارنست آگییری       | باشگاه فوتبال انوسیس نئون پارالیمنی | Academy                   | [ ۱۰۶ ]       |
| ۲۲ اوت ۲۰۱۹    | ۳۰ ژوئن ۲۰۲۰     | FW  | —     | Félix Correia      | باشگاه فوتبال آزد آلکمار            | Academy                   | [ ۱۰۷ ]       |
| ۳۰ اوت ۲۰۱۹    | ۳۰ ژوئن ۲۰۲۰     | FW  | —     | ریوتارو مشینو      | باشگاه فوتبال هارت آف میدلوتیان     | Academy                   | [ ۱۰۸ ]       |
| ۲ سپتامبر ۲۰۱۹ | ۳۰ ژوئن ۲۰۲۰     | MF  | ۸۱    | کلودیو گومس        | باشگاه فوتبال پی‌اس‌وی آیندهوون       | Academy                   | [ ۱۰۹ ]       |
| ۲ سپتامبر ۲۰۱۹ | ۳۰ ژوئن ۲۰۲۰     | MF  | ۷۵    | الیکس گارسیا       | Excel Mouscron                      | Academy                   | [ ۱۱۰ ]       |
| ۲ سپتامبر ۲۰۱۹ | ۳۰ ژوئن ۲۰۲۰     | DF  | ۶۴    | Joel Latibeaudiere | باشگاه فوتبال توئنته                | Academy                   | [ ۱۱۱ ]       |
| ۳ سپتامبر ۲۰۱۹ | ۳۰ ژوئن ۲۰۲۰     | FW  | —     | Mohammed Aminu     | Dordrecht                           | Academy                   | [ ۱۱۲ ]       |
| ۲ ژانویه ۲۰۲۰  | 22 July 2020     | MF  | ۲۷    | پاتریک رابرتس      | باشگاه فوتبال میدلزبرو              | باشگاه فوتبال منچستر سیتی | [ ۸۴ ]        |
| ۳ ژانویه ۲۰۲۰  | 22 July 2020     | FW  | ۴۳    | لوکاس ان‌میکا       | باشگاه فوتبال میدلزبرو              | Academy                   | [ ۱۰۰ ]       |
| ۲۸ ژانویه ۲۰۲۰ | ۳۰ ژوئن ۲۰۲۰     | GK  | ۳۲    | Daniel Grimshaw    | باشگاه فوتبال همل همپستید تاون      | Academy                   | [ ۱۱۳ ]       |
| ۳۱ ژانویه ۲۰۲۰ | 18 August 2020   | DF  | ۱۲    | آنخلینیو           | باشگاه فوتبال لایپزیگ               | باشگاه فوتبال منچستر سیتی | [ ۱۱۴ ]       |
| ۳۱ ژانویه ۲۰۲۰ | 22 July 2020     | MF  | ۶۵    | Matthew Smith      | باشگاه فوتبال چارلتون اتلتیک        | Academy                   | [ ۸۸ ]        |

1. 1 2 3 4 5 6 7 8 9 10 11  This loan, planned to end on 30 June, was extended due to the relevant season being delayed due to the coronavirus pandemic.
2. ↑  Uriel Antuna's planned year long loan to LA Galaxy was ended on 28 November when he was transferred to C.D. Guadalajara.[۷۷]
3. ↑  Patrick Roberts' planned season-long loan to Norwich was ended on 2 January when he was loaned to Middlesbrough.[۸۴]
4. ↑  Lukas Nmecha's planned season-long loan to Wolfsburg was ended on 3 January when he was loaned to Middlesbrough.[۱۰۰]

### بررسی نقل و انتقالات
| هزینه مجموع: £۱۳۳٬۷۹۰٬۰۰۰ | سود مجموع: £۶۴٬۶۰۰٬۰۰۰ | کلی مجموع: £۷۷٬۹۷۹٬۰۰۰ |

## آمار

### نمایش بازیکنان
تا تاریخ match played 1۵ اوت ۲۰۲۰
Appearances (Apps.) numbers are for appearances in competitive games only including sub appearances

Red card numbers denote: Numbers in parentheses represent red cards overturned for wrongful dismissal.

| No.       | Nat.      | Player                           | Pos.      | Premier League | Premier League | Premier League | Premier League | FA Cup | FA Cup | FA Cup | FA Cup   | League Cup | League Cup | League Cup | League Cup | Community Shield | Community Shield | Community Shield | Community Shield | Champions League | Champions League | Champions League | Champions League | Total | Total | Total | Total    |
| No.       | Nat.      | Player                           | Pos.      | Apps           |                |                | Red card       | Apps   |        |        | Red card | Apps       |            |            | Red card   | Apps             |                  |                  | Red card         | Apps             |                  |                  | Red card         | Apps  |       |       | Red card |
| --------- | --------- | -------------------------------- | --------- | -------------- | -------------- | -------------- | -------------- | ------ | ------ | ------ | -------- | ---------- | ---------- | ---------- | ---------- | ---------------- | ---------------- | ---------------- | ---------------- | ---------------- | ---------------- | ---------------- | ---------------- | ----- | ----- | ----- | -------- |
| ۱         | شیلی      | Claudio Bravo                    | GK        | ۴              |                |                |                | ۴      |        |        |          | ۶          |            |            |            | ۱                |                  |                  |                  | ۲                |                  |                  | ۱                | ۱۷    |       |       | ۱        |
| ۲         | انگلستان  | Kyle Walker                      | DF        | ۲۹             | ۱              | ۵              |                | ۲      |        |        |          | ۴          |            | ۱          |            | ۱                |                  |                  |                  | ۶                |                  |                  |                  | ۴۲    | ۱     | ۶     |          |
| ۵         | انگلستان  | John Stones                      | DF        | ۱۶             |                |                |                | ۳      |        |        |          | ۳          |            |            |            | ۱                |                  |                  |                  | ۱                |                  |                  |                  | ۲۴    |       |       |          |
| ۷         | انگلستان  | Raheem Sterling                  | MF        | ۳۳             | ۲۰             | ۵              |                | ۴      | ۱      |        |          | ۵          | ۳          | ۱          |            | ۱                | ۱                |                  |                  | ۹                | ۶                |                  |                  | ۵۲    | ۳۱    | ۶     |          |
| ۸         | آلمان     | İlkay Gündoğan                   | MF        | ۳۱             | ۲              | ۷              |                | ۴      | ۱      |        |          | ۵          |            |            |            | ۱                |                  |                  |                  | ۹                | ۲                |                  |                  | ۵۰    | ۵     | ۷     |          |
| ۹         | برزیل     | Gabriel Jesus                    | FW        | ۳۴             | ۱۴             | ۳              |                | ۴      | ۲      |        |          | ۶          | ۱          |            |            | ۱                |                  |                  |                  | ۸                | ۶                |                  |                  | ۵۳    | ۲۳    | ۳     |          |
| ۱۰        | آرژانتین  | Sergio Agüero                    | FW        | ۲۴             | ۱۶             | ۱              |                | ۲      | ۲      |        |          | ۳          | ۳          |            |            |                  |                  |                  |                  | ۳                | ۲                |                  |                  | ۳۲    | ۲۳    | ۱     |          |
| ۱۱        | اوکراین   | Oleksandr Zinchenko              | MF        | ۱۹             |                |                | ۱              | ۱      | ۱      |        |          | ۲          |            |            |            | ۱                |                  |                  |                  | ۲                |                  |                  |                  | ۲۵    | ۱     |       | ۱        |
| ۱۲        | اسپانیا   | آنخلینیو                         | DF        | ۶              |                | ۱              |                | ۲      |        |        |          | ۳          |            |            |            |                  |                  |                  |                  | ۱                |                  |                  |                  | ۱۲    |       | ۱     |          |
| ۱۴        | فرانسه    | Aymeric Laporte                  | DF        | ۱۵             | ۱              | ۱              |                | ۲      |        |        |          |            |            |            |            |                  |                  |                  |                  | ۳                |                  |                  |                  | ۲۰    | ۱     | ۱     |          |
| ۱۶        | اسپانیا   | رودری (بازیکن فوتبال، زاده ۱۹۹۶) | MF        | ۳۵             | ۳              | ۸              |                | ۴      |        |        |          | ۴          | ۱          | ۳          |            | ۱                |                  |                  |                  | ۸                |                  | ۲                |                  | ۵۲    | ۴     | ۱۲    |          |
| ۱۷        | بلژیک     | Kevin De Bruyne                  | MF        | ۳۵             | ۱۳             | ۳              |                | ۲      | ۱      |        |          | ۳          |            |            |            | ۱                |                  | ۱                |                  | ۷                | ۲                | ۱                |                  | ۴۸    | ۱۶    | ۵     |          |
| ۱۹        | آلمان     | Leroy Sané                       | MF        | ۱              |                |                |                |        |        |        |          |            |            |            |            | ۱                |                  |                  |                  |                  |                  |                  |                  | ۲     |       |       |          |
| ۲۰        | پرتغال    | Bernardo Silva                   | MF        | ۳۵             | ۶              | ۵              |                | ۳      | ۱      |        |          | ۶          | ۱          |            |            | ۱                |                  |                  |                  | ۷                |                  | ۱                |                  | ۵۲    | ۸     | ۶     |          |
| ۲۱        | اسپانیا   | David Silva                      | MF        | ۲۷             | ۶              |                |                | ۴      |        |        |          | ۳          |            |            |            | ۱                |                  |                  |                  | ۴                |                  |                  |                  | ۳۹    | ۶     |       |          |
| ۲۲        | فرانسه    | Benjamin Mendy                   | DF        | ۱۹             |                | ۳              |                | ۳      |        |        |          | ۲          |            |            |            |                  |                  |                  |                  | ۶                |                  | ۳                |                  | ۳۰    |       | ۶     |          |
| ۲۵        | برزیل     | فرناندینیو (بازیکن فوتبال)       | MF        | ۳۰             |                | ۷              | ۲              | ۱      |        |        |          | ۲          |            |            |            |                  |                  |                  |                  | ۸                |                  | ۴                |                  | ۴۱    |       | ۱۱    | ۲        |
| ۲۶        | الجزایر   | Riyad Mahrez                     | MF        | ۳۳             | ۱۱             |                |                | ۵      |        | ۱      |          | ۵          | ۱          |            |            |                  |                  |                  |                  | ۷                | ۱                |                  |                  | ۵۰    | ۱۳    | ۱     |          |
| ۲۷        | پرتغال    | João Cancelo                     | DF        | ۱۷             |                | ۳              |                | ۴      |        |        |          | ۴          | ۱          |            |            |                  |                  |                  |                  | ۸                |                  | ۱                |                  | ۳۳    | ۱     | ۴     |          |
| ۳۰        | آرژانتین  | Nicolás Otamendi                 | DF        | ۲۴             | ۲              | ۴              |                | ۳      |        |        |          | ۳          | ۱          | ۱          |            | ۱                |                  |                  |                  | ۸                |                  | ۱                |                  | ۳۹    | ۳     | ۶     |          |
| ۳۱        | برزیل     | Ederson                          | GK        | ۳۵             |                | ۳              | ۱              | ۱      |        |        |          |            |            |            |            |                  |                  |                  |                  | ۸                |                  |                  |                  | ۴۴    |       | ۳     | ۱        |
| ۳۳        | انگلستان  | Scott Carson                     | GK        |                |                |                |                |        |        |        |          |            |            |            |            |                  |                  |                  |                  |                  |                  |                  |                  |       |       |       |          |
| ۴۷        | انگلستان  | Phil Foden                       | MF        | ۲۳             | ۵              |                |                | ۴      | ۱      |        |          | ۵          |            |            |            | ۱                |                  |                  |                  | ۵                | ۲                |                  | ۱                | ۳۸    | ۸     |       | ۱        |
| ۵۰        | اسپانیا   | Eric García                      | DF        | ۱۳             |                | ۱              |                | ۲      |        |        |          | ۳          |            |            |            |                  |                  |                  |                  | ۲                |                  |                  |                  | ۲۰    |       | ۱     |          |
| ۶۹        | انگلستان  | Tommy Doyle                      | MF        | ۱              |                |                |                | ۱      |        |        |          | ۱          |            |            |            |                  |                  |                  |                  |                  |                  |                  |                  | ۳     |       |       |          |
| ۷۸        | انگلستان  | Taylor Harwood-Bellis            | DF        |                |                |                |                | ۱      | ۱      |        |          | ۲          |            |            |            |                  |                  |                  |                  | ۱                |                  |                  |                  | ۴     | ۱     |       |          |
| ۸۲        | اسپانیا   | Adrián Bernabé                   | MF        |                |                |                |                |        |        |        |          | ۳          |            |            |            |                  |                  |                  |                  |                  |                  |                  |                  | ۳     |       |       |          |
| Own goals | Own goals | Own goals                        | Own goals | Own goals      | ۲              |                |                |        |        |        |          |            | ۲          |            |            |                  |                  |                  |                  |                  |                  |                  |                  |       | ۴     |       |          |
| Totals    | Totals    | Totals                           | Totals    | Totals         | ۱۰۲            | ۶۰             | ۴              |        | ۱۱     | ۱      | ۰        |            | ۱۴         | ۶          | ۰          |                  | ۱                | ۱                | ۰                |                  | ۲۱               | ۱۳               | ۲                |       | ۱۴۹   | ۸۱    | ۶        |

### بهترین گلزنان
Includes all competitive matches. The list is sorted alphabetically by surname when total goals are equal.
| No.       | Pos.      | Player                           | Premier League | FA Cup | League Cup | Community Shield | Champions League | TOTAL |
| --------- | --------- | -------------------------------- | -------------- | ------ | ---------- | ---------------- | ---------------- | ----- |
| 7         | FW        | رحیم استرلینگ                    | ۲۰             | ۱      | ۳          | ۱                | ۶                | ۳۱    |
| 10        | FW        | سرخیو آگوئرو                     | ۱۶             | ۲      | ۳          | ۰                | ۲                | ۲۳    |
| 9         | FW        | گابریل ژسوس                      | ۱۴             | ۲      | ۱          | ۰                | ۶                | ۲۳    |
| 17        | MF        | کوین دی بروینه                   | ۱۳             | ۱      | ۰          | ۰                | ۲                | ۱۶    |
| 26        | FW        | ریاض محرز                        | ۱۱             | ۰      | ۱          | ۰                | ۱                | ۱۳    |
| 47        | MF        | فیل فودن                         | ۵              | ۱      | ۰          | ۰                | ۲                | ۸     |
| 20        | MF        | برناردو سیلوا                    | ۶              | ۱      | ۱          | ۰                | ۰                | ۸     |
| 21        | MF        | داوید سیلوا                      | ۶              | ۰      | ۰          | ۰                | ۰                | ۶     |
| 8         | MF        | ایلکای گوندوغان                  | ۲              | ۱      | ۰          | ۰                | ۲                | ۵     |
| 16        | MF        | رودری (بازیکن فوتبال، زاده ۱۹۹۶) | ۳              | ۰      | ۱          | ۰                | ۰                | ۴     |
| 30        | DF        | نیکولاس اوتامندی                 | ۲              | ۰      | ۱          | ۰                | ۰                | ۳     |
| 27        | DF        | ژوآو کانسلو                      | ۰              | ۰      | ۱          | ۰                | ۰                | ۱     |
| 78        | DF        | Taylor Harwood-Bellis            | ۰              | ۱      | ۰          | ۰                | ۰                | ۱     |
| 14        | DF        | آیموریک لاپورت                   | ۱              | ۰      | ۰          | ۰                | ۰                | ۱     |
| 2         | DF        | کایل واکر                        | ۱              | ۰      | ۰          | ۰                | ۰                | ۱     |
| 11        | MF        | الکساندر زینچنکو                 | ۰              | ۱      | ۰          | ۰                | ۰                | ۱     |
| Own goals | Own goals | Own goals                        | ۲              | ۰      | ۲          | ۰                | ۰                | ۴     |
| Totals    | Totals    | Totals                           | ۱۰۲            | ۱۱     | ۱۴         | ۱                | ۲۱               | ۱۴۹   |

### هت-تریک‌ها
| Player        | Against                              | Result  | Date            | Competition                      | Ref     |
| ------------- | ------------------------------------ | ------- | --------------- | -------------------------------- | ------- |
| رحیم استرلینگ | باشگاه فوتبال وستهام یونایتد         | 5–0 (A) | ۱۰ اوت ۲۰۱۹     | لیگ برتر فوتبال انگلستان ۲۰–۲۰۱۹ | [ ۱۱۵ ] |
| برناردو سیلوا | باشگاه فوتبال واتفورد                | 8–0 (H) | ۲۱ سپتامبر ۲۰۱۹ | Premier League                   |         |
| رحیم استرلینگ | باشگاه فوتبال آتالانتا               | 5–1 (H) | ۲۲ اکتبر ۲۰۱۹   | لیگ قهرمانان اروپا ۲۰–۲۰۱۹       |         |
| گابریل ژسوس   | باشگاه فوتبال دینامو زاگرب           | 4–1 (A) | ۱۱ دسامبر ۲۰۱۹  | UEFA Champions League            |         |
| سرخیو آگوئرو  | باشگاه فوتبال استون ویلا             | 6–1 (A) | ۱۲ ژانویه ۲۰۲۰  | Premier League                   |         |
| رحیم استرلینگ | باشگاه فوتبال برایتون اند هوو آلبیون | 5–0 (A) | ۱۱ ژوئیه ۲۰۲۰   | Premier League                   |         |

(H) – Home ; (A) – Away

### دروازه بسته
The list is sorted by shirt number when total clean sheets are equal. Numbers in parentheses represent games where both goalkeepers participated and both kept a clean sheet; the number in parentheses is awarded to the goalkeeper who was substituted on, whilst a full clean sheet is awarded to the goalkeeper who was on the field at the start of play.
|        |               |              | Clean sheets   | Clean sheets | Clean sheets | Clean sheets     | Clean sheets     | Clean sheets |
| No.    | Player        | Games Played | Premier League | FA Cup       | League Cup   | Community Shield | Champions League | TOTAL        |
| ------ | ------------- | ------------ | -------------- | ------------ | ------------ | ---------------- | ---------------- | ------------ |
| ۳۱     | ادرسون مورائس | ۴۴           | ۱۶             | ۰            | ۰            | ۰                | ۲                | ۱۸           |
| ۱      | کلادیو براوو  | ۱5 (2)       | ۱              | ۳            | ۱            | ۰                | ۰                | ۵            |
| ۲      | کایل واکر     | 0 (1)        | ۰              | ۰            | ۰            | ۰                | ۰                | ۰            |
| Totals | Totals        | Totals       | ۱۷             | ۳            | ۱            | ۰                | ۲                | ۲۳           |

## جوایز
| Month     | Player         | Ref.    |
| --------- | -------------- | ------- |
| August    | سرخیو آگوئرو   | [ ۱۱۶ ] |
| September | ریاض محرز      | [ ۱۱۷ ] |
| October   | رحیم استرلینگ  | [ ۱۱۸ ] |
| November  | کوین دی بروینه | [ ۱۱۹ ] |
| December  | ریاض محرز      | [ ۱۲۰ ] |
| January   | سرخیو آگوئرو   | [ ۱۲۱ ] |
| February  | کوین دی بروینه | [ ۱۲۲ ] |

| Month   | Player       | Ref.    |
| ------- | ------------ | ------- |
| January | سرخیو آگوئرو | [ ۱۲۳ ] |

| Month    | Player         | Ref.    |
| -------- | -------------- | ------- |
| November | کوین دی بروینه | [ ۱۲۴ ] |
| July     | کوین دی بروینه | [ ۱۲۵ ] |

| Season  | Player         | Ref.    |
| ------- | -------------- | ------- |
| ۲۰۱۹–۲۰ | کوین دی بروینه | [ ۱۲۶ ] |

| Season  | Player         | Ref.    |
| ------- | -------------- | ------- |
| ۲۰۱۹–۲۰ | کوین دی بروینه | [ ۱۲۷ ] |

| Season  | Player         | Ref.    |
| ------- | -------------- | ------- |
| ۲۰۱۹–۲۰ | کوین دی بروینه | [ ۱۲۸ ] |

| Season  | Position | Player         | Ref.    |
| ------- | -------- | -------------- | ------- |
| 2019–20 | MF       | کوین دی بروینه | [ ۱۲۶ ] |
| 2019–20 | MF       | داوید سیلوا    | [ ۱۲۶ ] |

| Season  | Player         | Ref.    |
| ------- | -------------- | ------- |
| ۲۰۱۹–۲۰ | کوین دی بروینه | [ ۱۲۹ ] |

| Year | Player         | Ref     |
| ---- | -------------- | ------- |
| ۲۰۱۹ | کوین دی بروینه | [ ۱۳۰ ] |

| Season  | Position | Player         | Ref.    |
| ------- | -------- | -------------- | ------- |
| 2019–20 | DF       | آنخلینیو       | [ ۱۳۱ ] |
| 2019–20 | MF       | کوین دی بروینه | [ ۱۳۱ ] |
| 2019–20 | FW       | رحیم استرلینگ  | [ ۱۳۱ ] |

| Season  | Player        | Clean Sheets | Ref.    |
| ------- | ------------- | ------------ | ------- |
| ۲۰۱۹–۲۰ | ادرسون مورائس | 16           | [ ۱۳۲ ] |

| Year    | Season         | Assists | Ref.    |
| ------- | -------------- | ------- | ------- |
| ۲۰۱۹–۲۰ | کوین دی بروینه | 20      | [ ۱۳۳ ] |

1. ↑  Angeliño played in the group stage for Manchester City and in the knockout phase for باشگاه فوتبال لایپزیگ while on loan